# 紙屋町・八丁堀
紙屋町（かみやちょう）及び八丁堀（はっちょうぼり）は、広島県広島市中区にある地域であり、広島市の中心業務地区（CBD）・中心市街地、かつオフィス街・繁華街を形成している。

## 定義
広島市では、
- 東端…京橋川
- 西端…旧太田川（本川）・元安川
- 南端…平和大通り
- 北端…城南通り

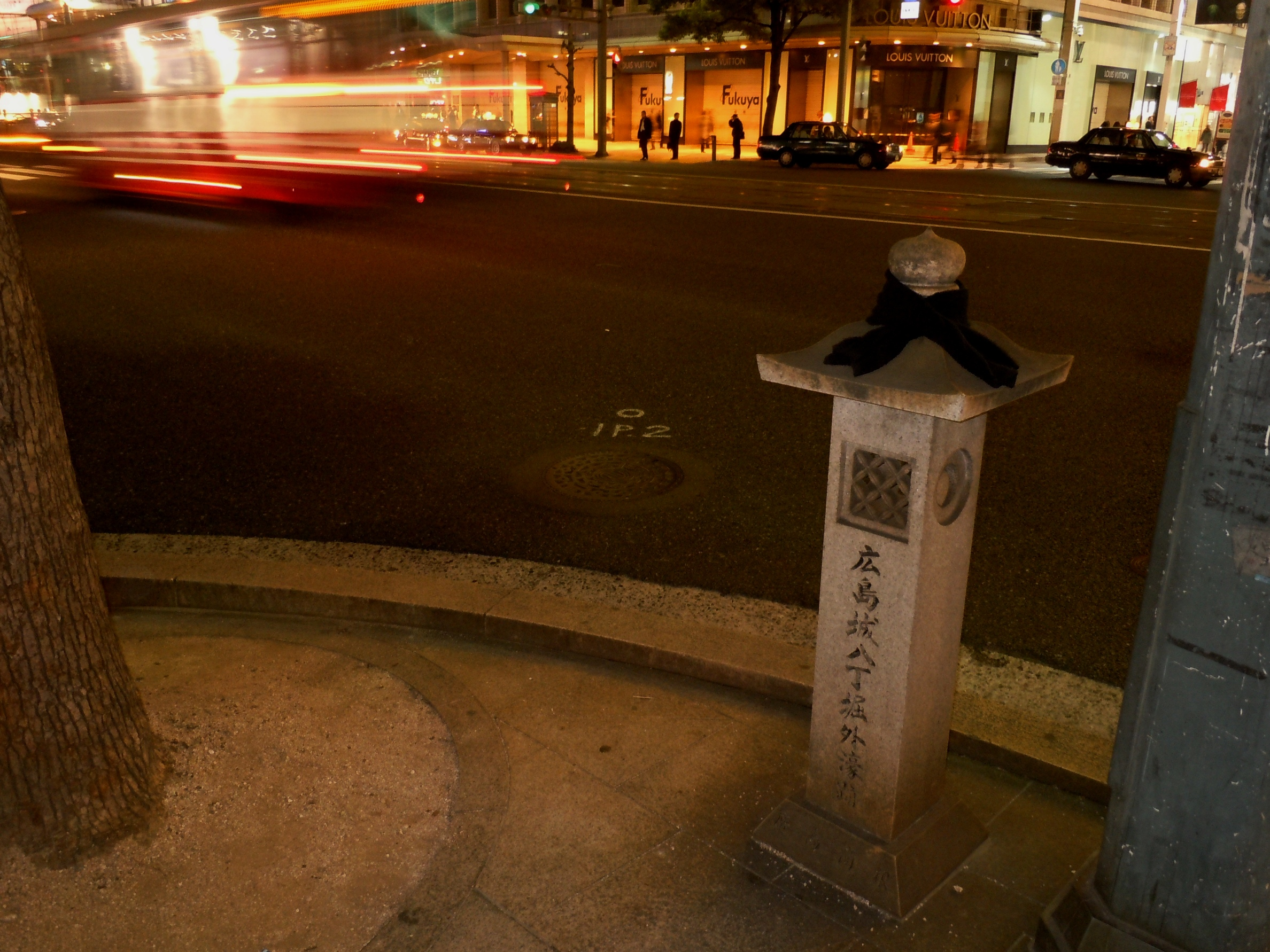
八丁堀西交差点にある「広島城八丁堀外濠跡」石碑

の内側の区域を『拡大都心核』と位置づけており、紙屋町・八丁堀地区とされている
。特に紙屋町交差点付近を紙屋町、八丁堀交差点付近を八丁堀とすることが多い。
以上の区域を「紙屋町・八丁堀」と捉えた場合に含まれる町名は紙屋町、八丁堀、基町、大手町1丁目、袋町、胡町、本通、新天地、中島町などがある。また、上八丁堀は拡大都心核区域から外れている。
また個別地域ごとに、「紙屋町」と捉えた場合、紙屋町、基町、大手町1丁目、立町、本通、などがある。また、「八丁堀」と捉えた場合に含まれる町名は広義には八丁堀、鉄砲町、胡町、本通、堀川町、新天地などがある。また、紙屋町と八丁堀は広島市の繁華街としてしばしば一体的に捉えられる。

## 行政区域・商業区域

### 紙屋町

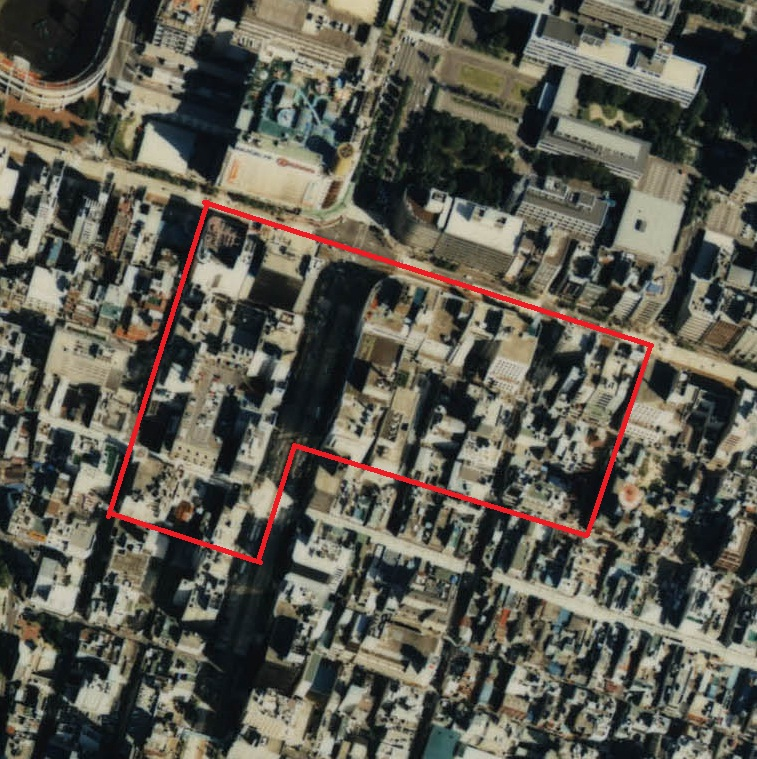
行政区域上での紙屋町。鯉城通りより東側は1丁目。西側は2丁目
1988年 国土交通省撮影

紙屋町の行政区域は、紙屋町交差点（相生通りと鯉城通りの交点）の南に位置している。地名表示は、広島市中区紙屋町（かみやちょう） 1丁目・2丁目。郵便番号は730-0031（広島中央郵便局管区）。
地名の由来は、天正19年（1591年）に伊予国から来往した伊予屋九郎左衛門が紙商を始めたことに由来している。
行政区域とは別に、「紙屋町交差点」周辺は、紙屋町地域と呼ばれ、地方銀行、都市銀行の本支店や保険・証券会社が多くあり、広島市はもちろん広島県の金融・ビジネスの中心として機能している。紙屋町交差点を中心に相生通りが東西方向、鯉城通りが南北方向に延びている。
紙屋町交差点周辺には、金融機能の他に広島市中央公園や広島県立総合体育館といった公共施設、原爆ドームなどの歴史的建物が多く有り、またそごう広島店やエディオン広島本店（旧デオデオ本店）、基町クレド、紙屋町シャレオといった商業施設も集中しており、広島本通商店街も近くにあり、同市のビジネス・商業・観光の複合都心として機能している。また、この交差点周辺には、路面電車（広電）、バス（広島バスセンター）、新交通システム（アストラムライン）のターミナルが集中し、それらが地下街の紙屋町シャレオによって有機的に結合している。より広域的なターミナルのJR広島駅と並び、紙屋町は広島都市圏の交通の要衝となっている。
1965年4月1日の町名の再編で、元々紙屋町だった区域が紙屋町1丁目・2丁目に分かれたほか、旧町名が革屋町（1・2丁目）・研屋町（1丁目）・播磨屋町（1丁目）・猿楽町（2丁目）・塩屋町（2丁目）の一部の区域も、紙屋町になっている

### 八丁堀

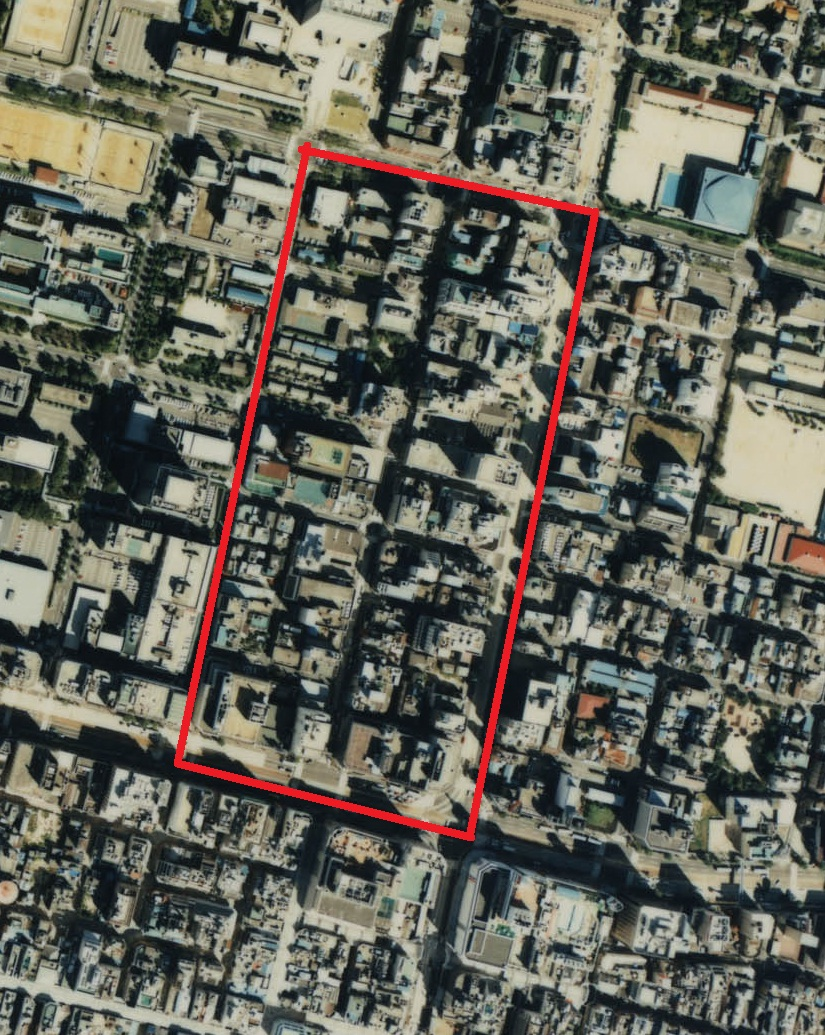
行政区域上での八丁堀。南東は八丁堀交差点で、南側に福屋などがある
1988年 国土交通省撮影

八丁堀の行政区域は、八丁堀交差点（相生通り）の北西部に位置している。地名表示は、広島市中区八丁堀（はっちょうぼり）。郵便番号は730-0013（広島中央郵便局管区）。八丁堀の北側には、広島法務局や広島高等裁判所、広島地方裁判所などがある上八丁堀がある。
地名の由来は、現在の広島拘置所の東南角から八丁堀西交差点（相生通り）にかけて設けられていた広島城東側の外堀を、約8丁（872m）の長さであったことから「八丁堀」と称したことに由来する。なお、単に「外堀」と言った場合は相生通りの相生橋東詰交差点から八丁堀西交差点にかけて設けられていた広島城南側の外堀を指す。
行政区域とは別に、相生通りと中央通りが交差する「八丁堀交差点」周辺は八丁堀地域と呼ばれ、福屋八丁堀本店や広島三越などの百貨店が軒を連ねる。近年ではそごう・福屋の二極化が進んでおり、天満屋（天満屋八丁堀ビル）は閉店、三越も店舗縮小が検討されるなど苦境に立たされている。また、八丁堀交差点から南方向に伸びる中央通りにはファッションビルの広島パルコ等が並ぶ商店街が形成されている。
以上の大通りに囲まれるブロックの内部には、中心部商店街の「本通り」や「並木通り」がある。
広島県内最大の歓楽街である流川は、八丁堀交差点の東南側に隣接して存在し、徒歩圏として一体的な街区を形成している。

## 主要施設
以下の節では、店舗面積が1万平方メートル以上の大規模な施設や、広域集客能力を持つ施設。また、文化的、公共性の高い施設に限定している。

### 公的施設
- 広島県庁
- 広島県警察本部
- 広島中央警察署
- 広島市水道局
- 広島商工会議所

#### 医療機関
- 広島市立広島市民病院

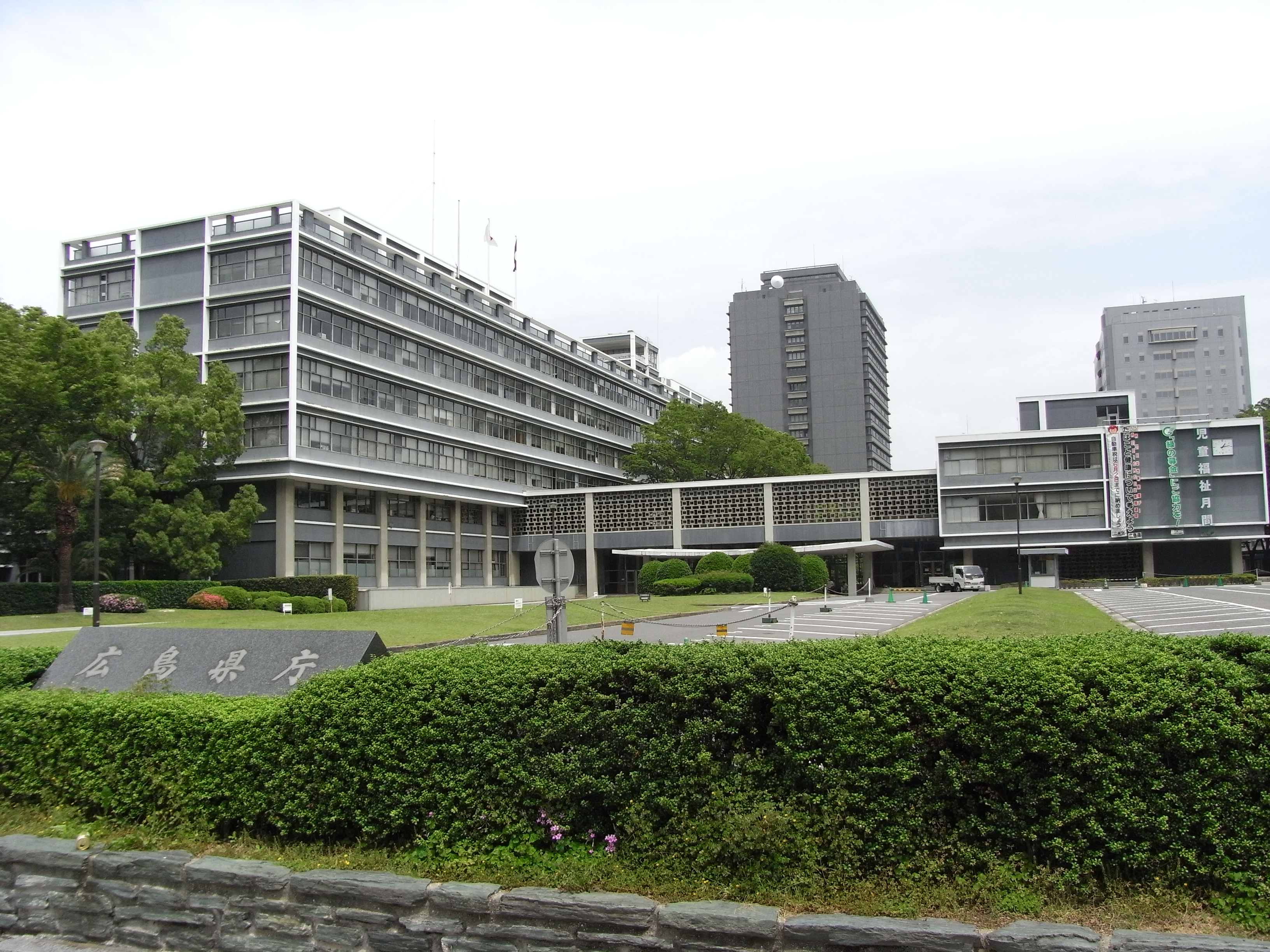
広島県庁
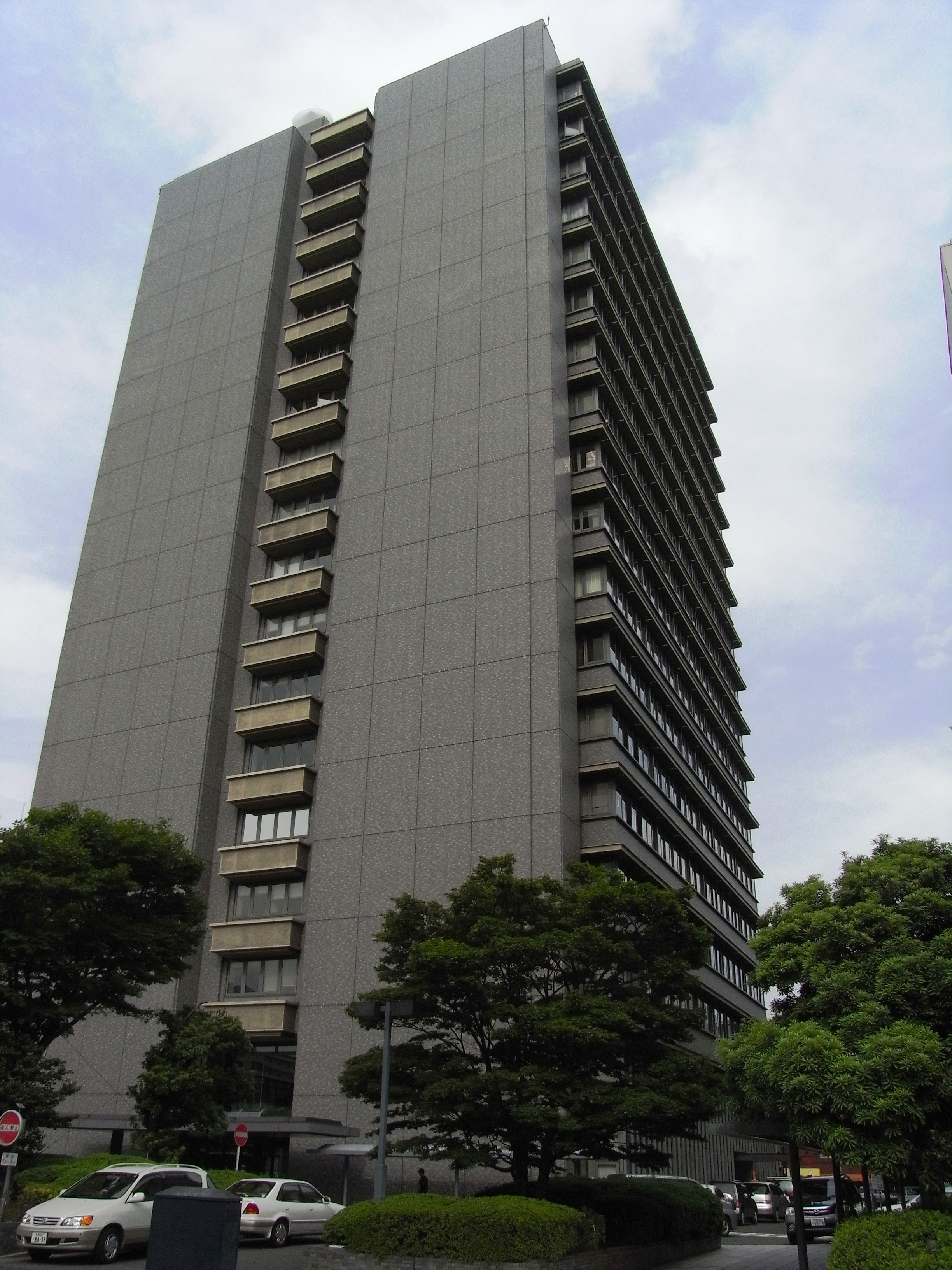
広島県庁舎東館 広島県警察本部
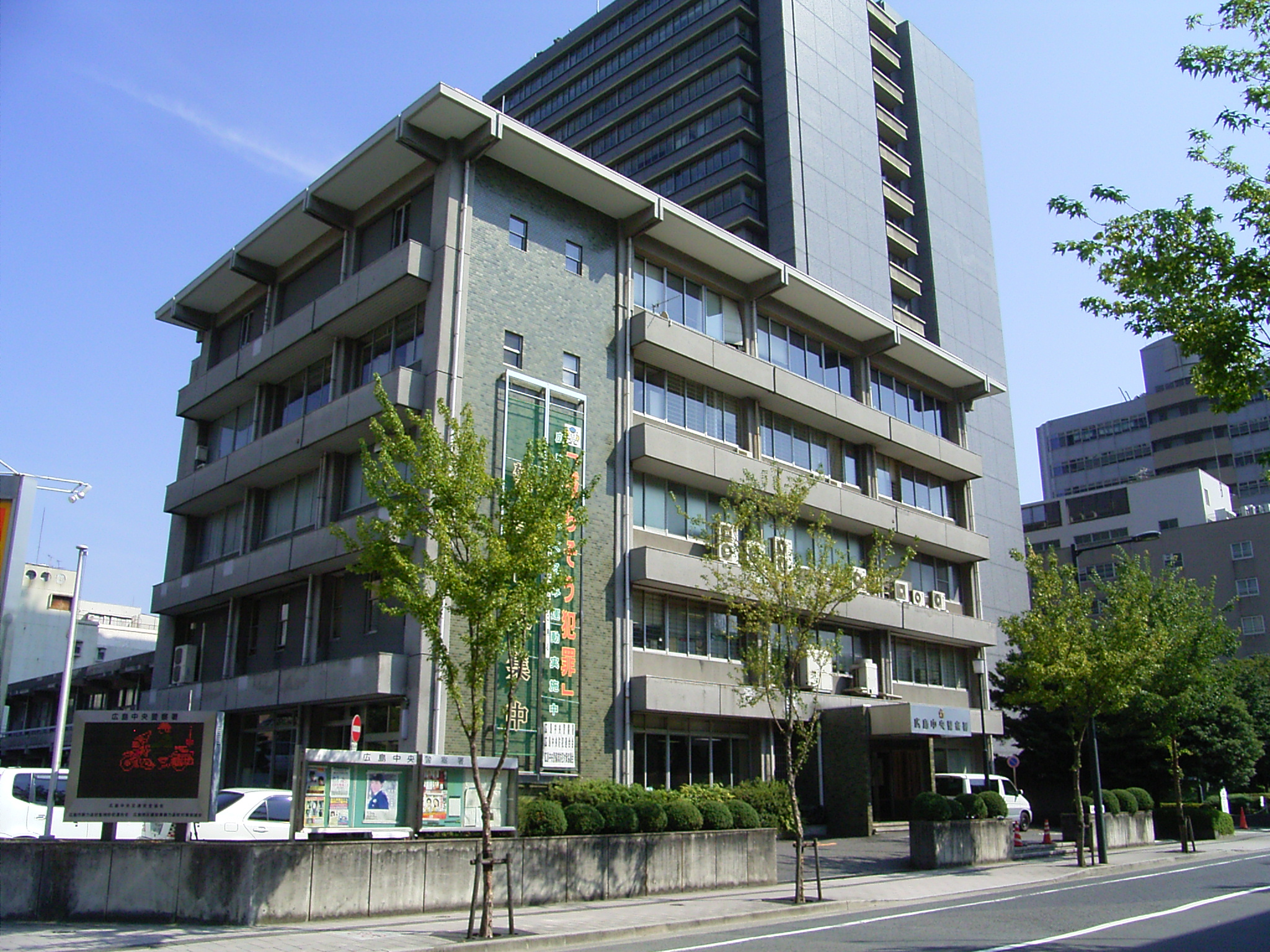
広島中央警察署
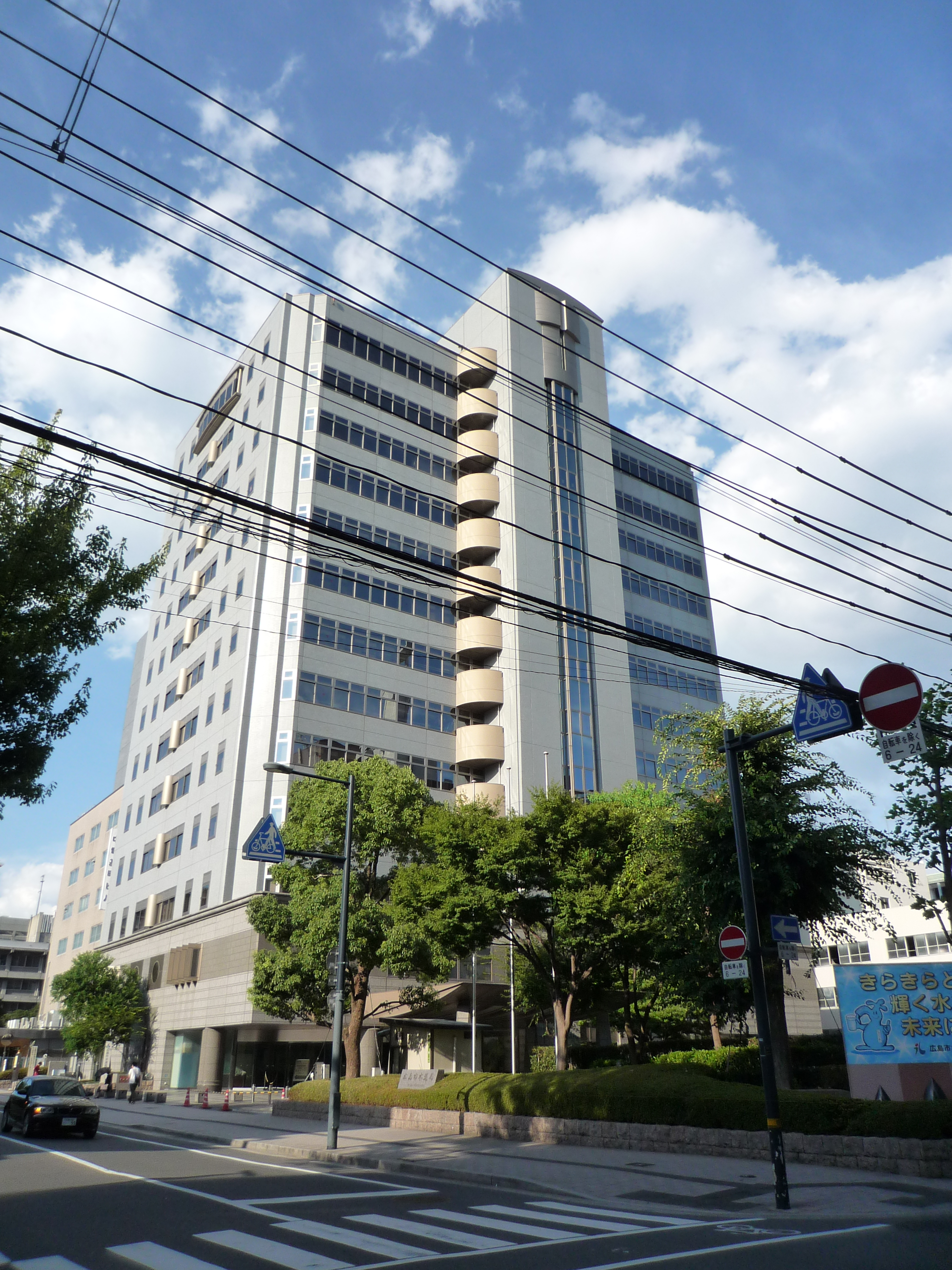
広島市水道局
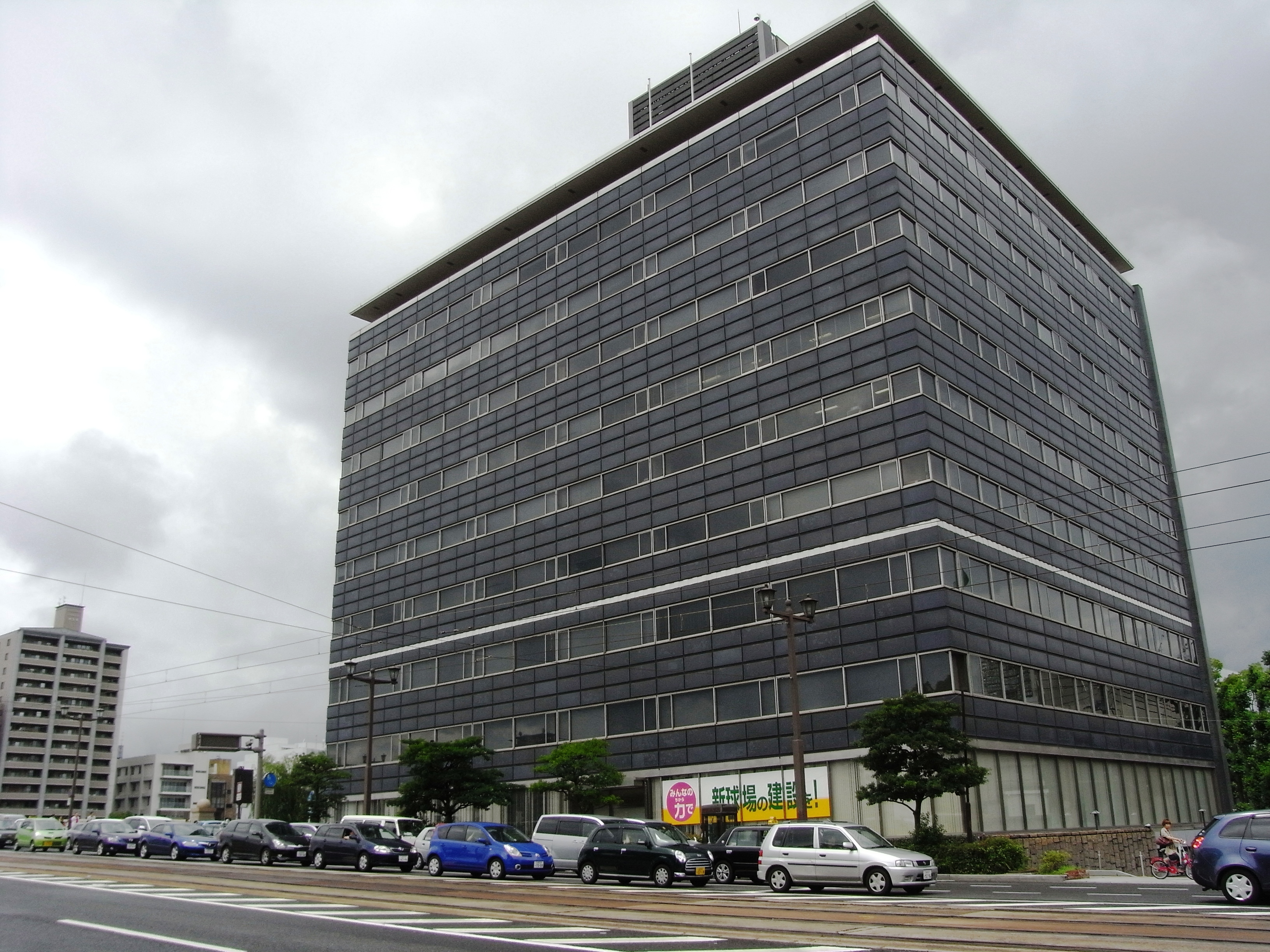
広島商工会議所
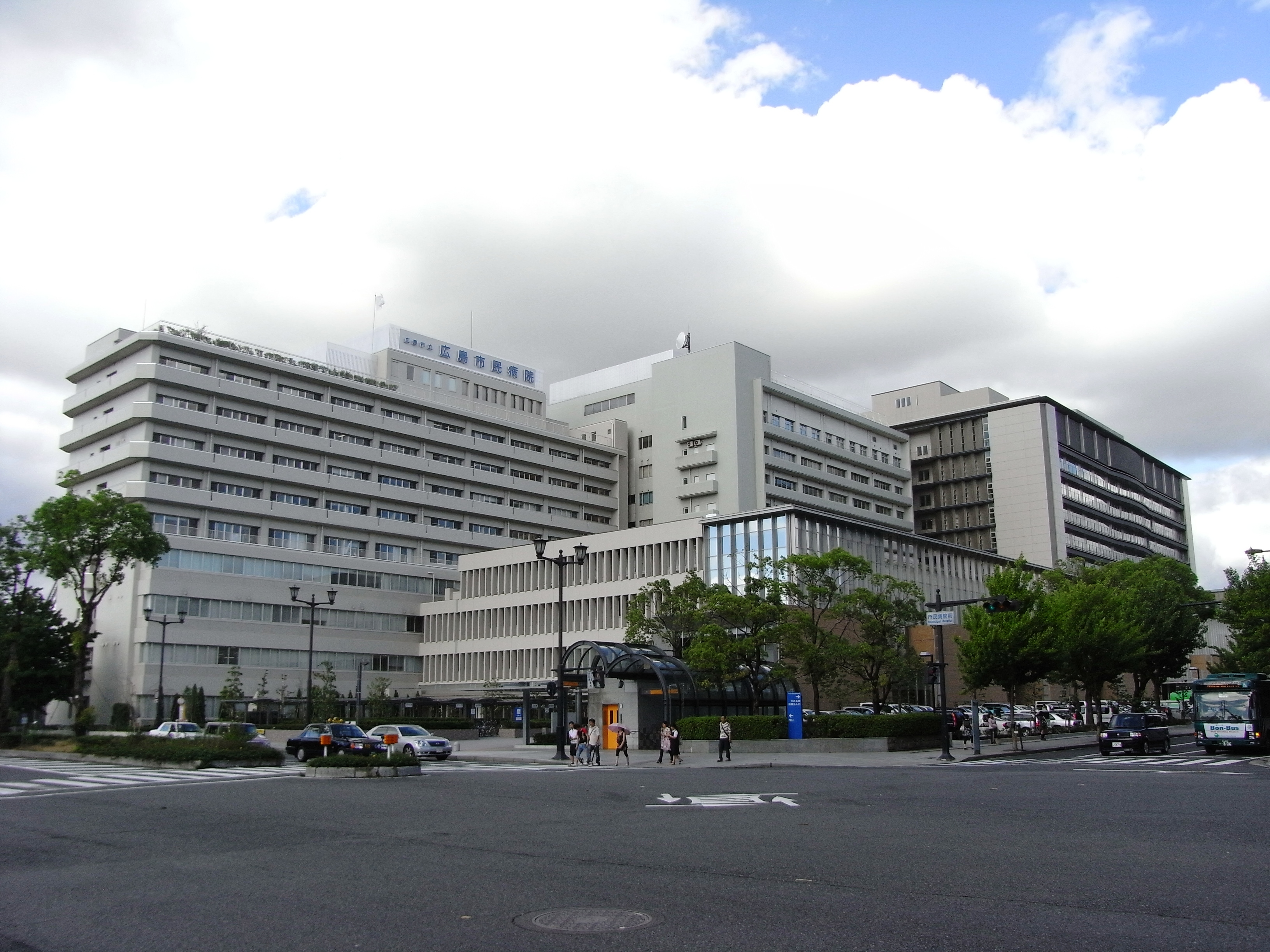
広島市立広島市民病院

### 商業施設

#### 紙屋町地区
- 広島センタービル・基町クレド（基町）
  - そごう広島店（広島センタービル）
  - 広島バスセンター
  - アクア広島センター街
  - パセーラ
  - リーガロイヤルホテル広島
- サンモール（紙屋町）
- エディオン広島本店（紙屋町・大手町）
- 紙屋町シャレオ（基町・紙屋町・大手町）
- アニメイトビル（紙屋町）

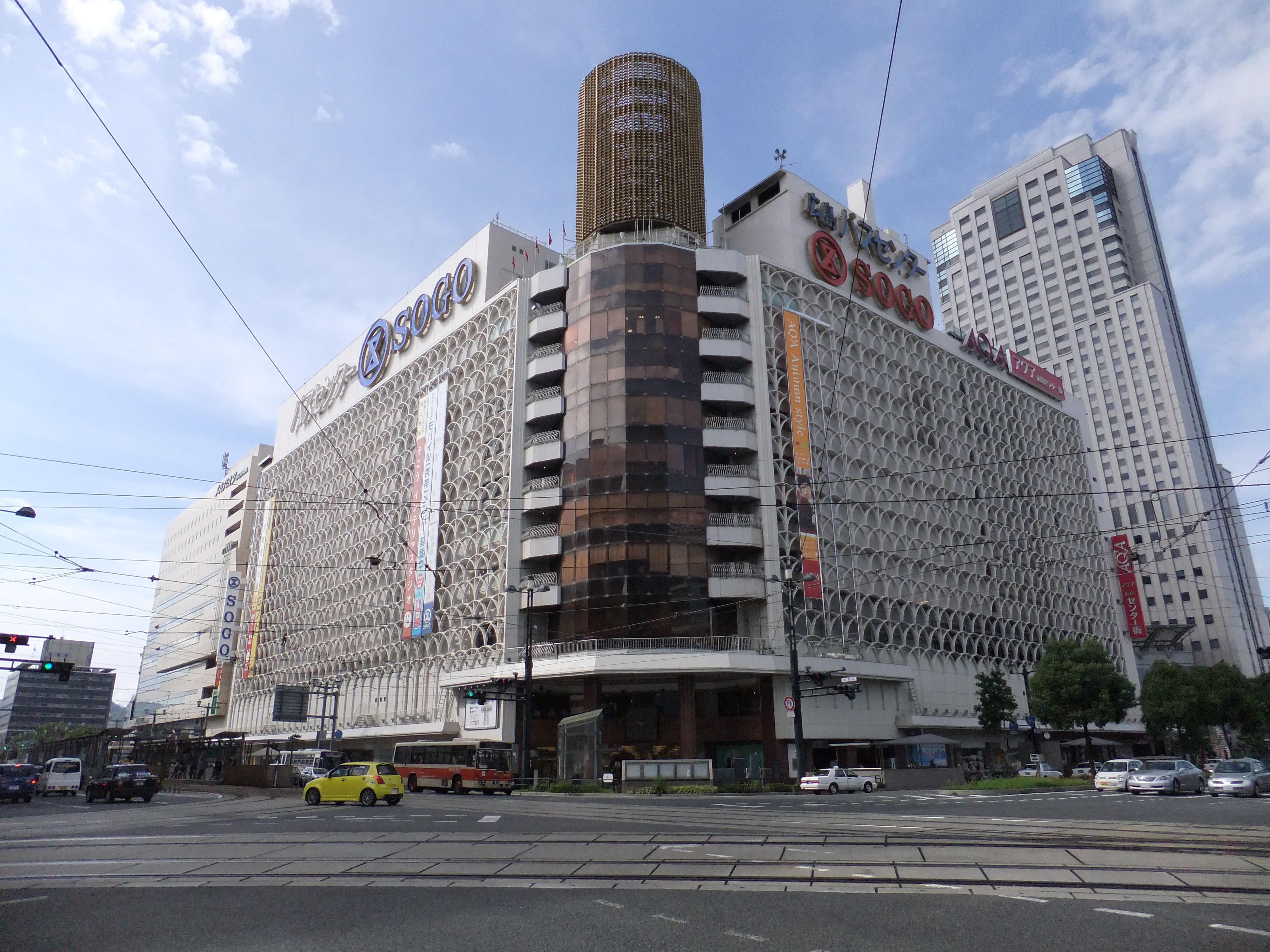
そごう広島店・広島バスセンター
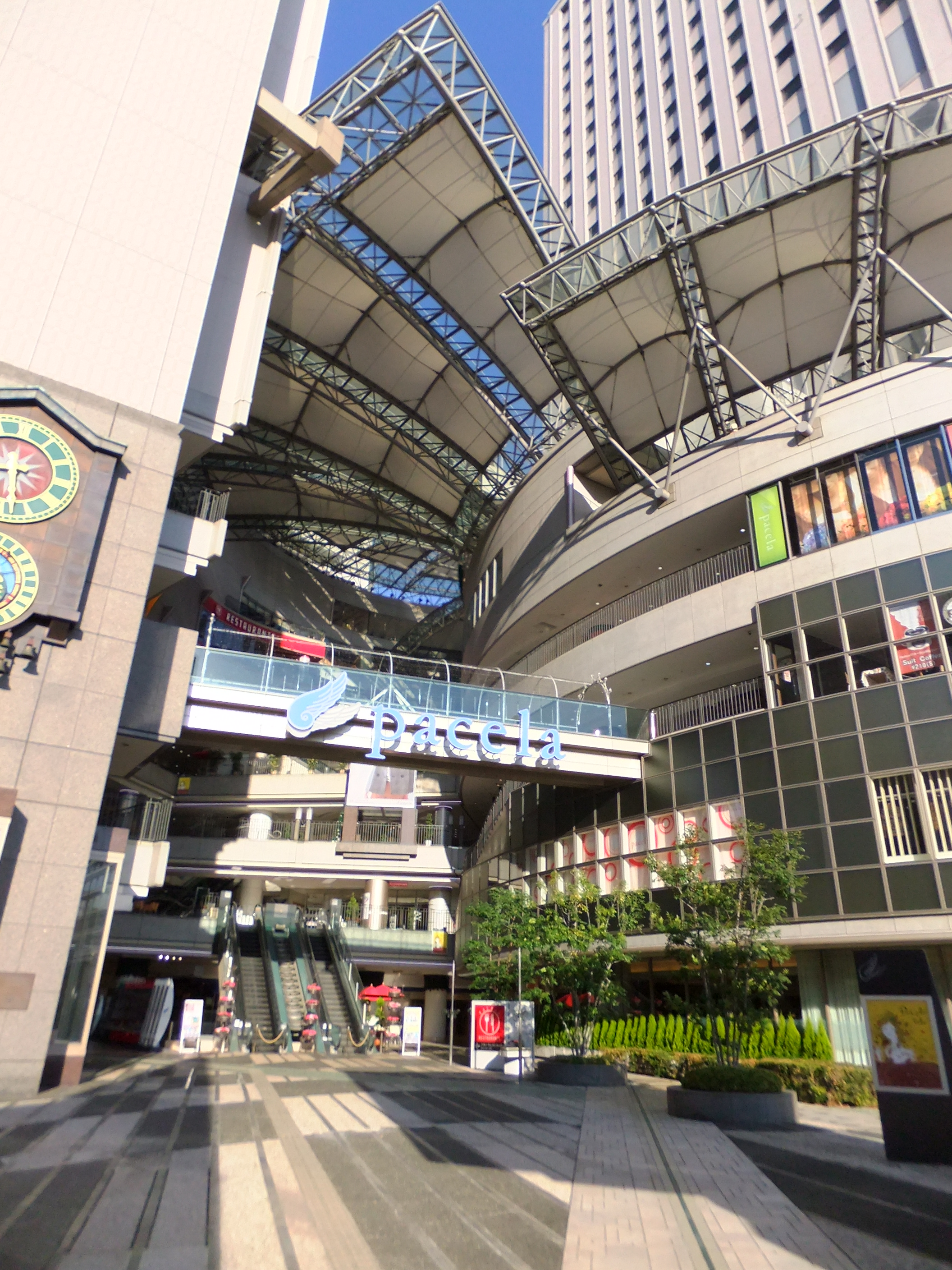
パセーラ
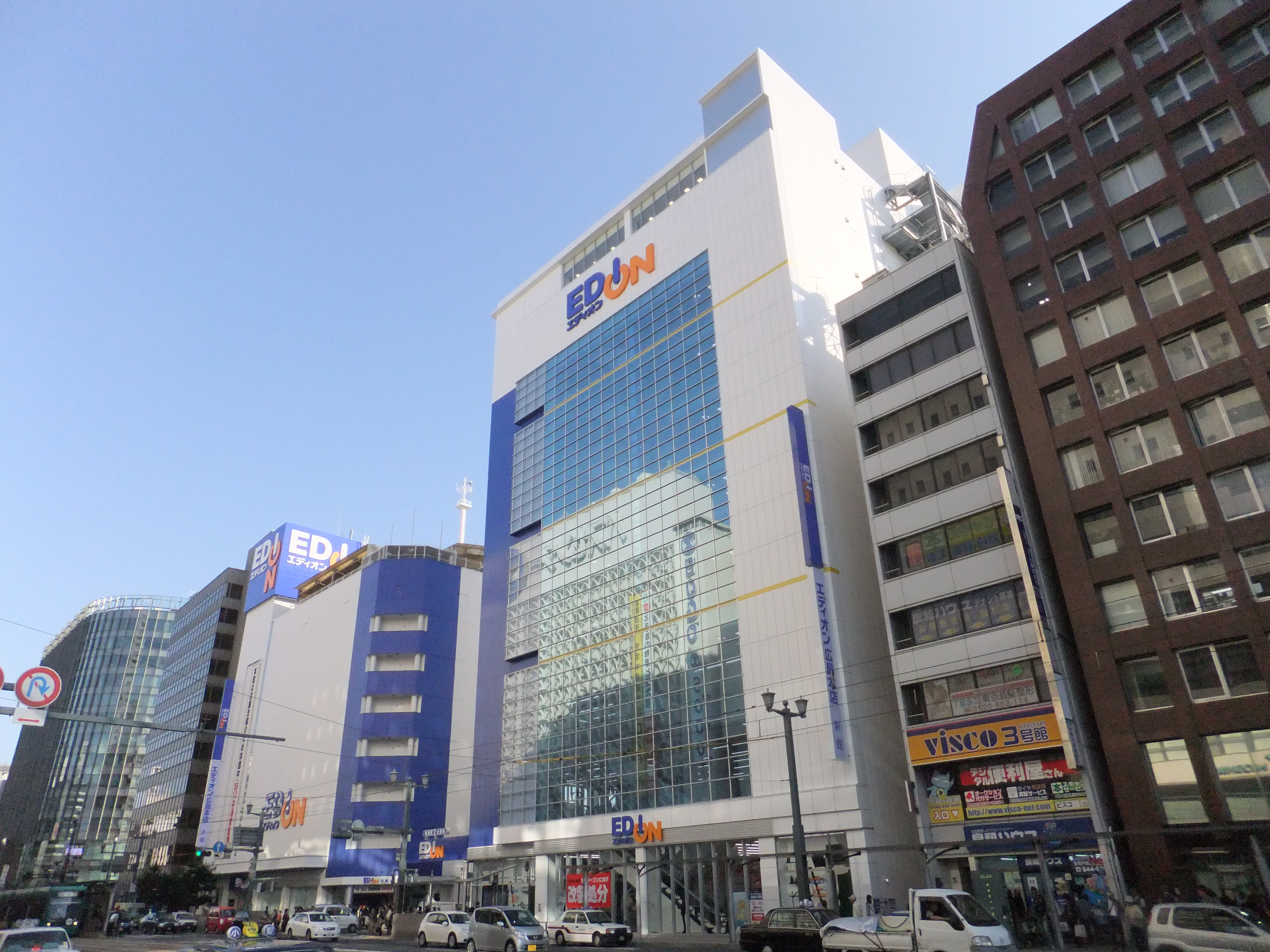
エディオン広島本店

#### 八丁堀地区
- 福屋八丁堀本店（胡町）
- 広島三越（胡町）
- 広島パルコ本館（本通）・新館（新天地）・広島ZERO GATE（新天地）・広島ZERO GATE2（本通）

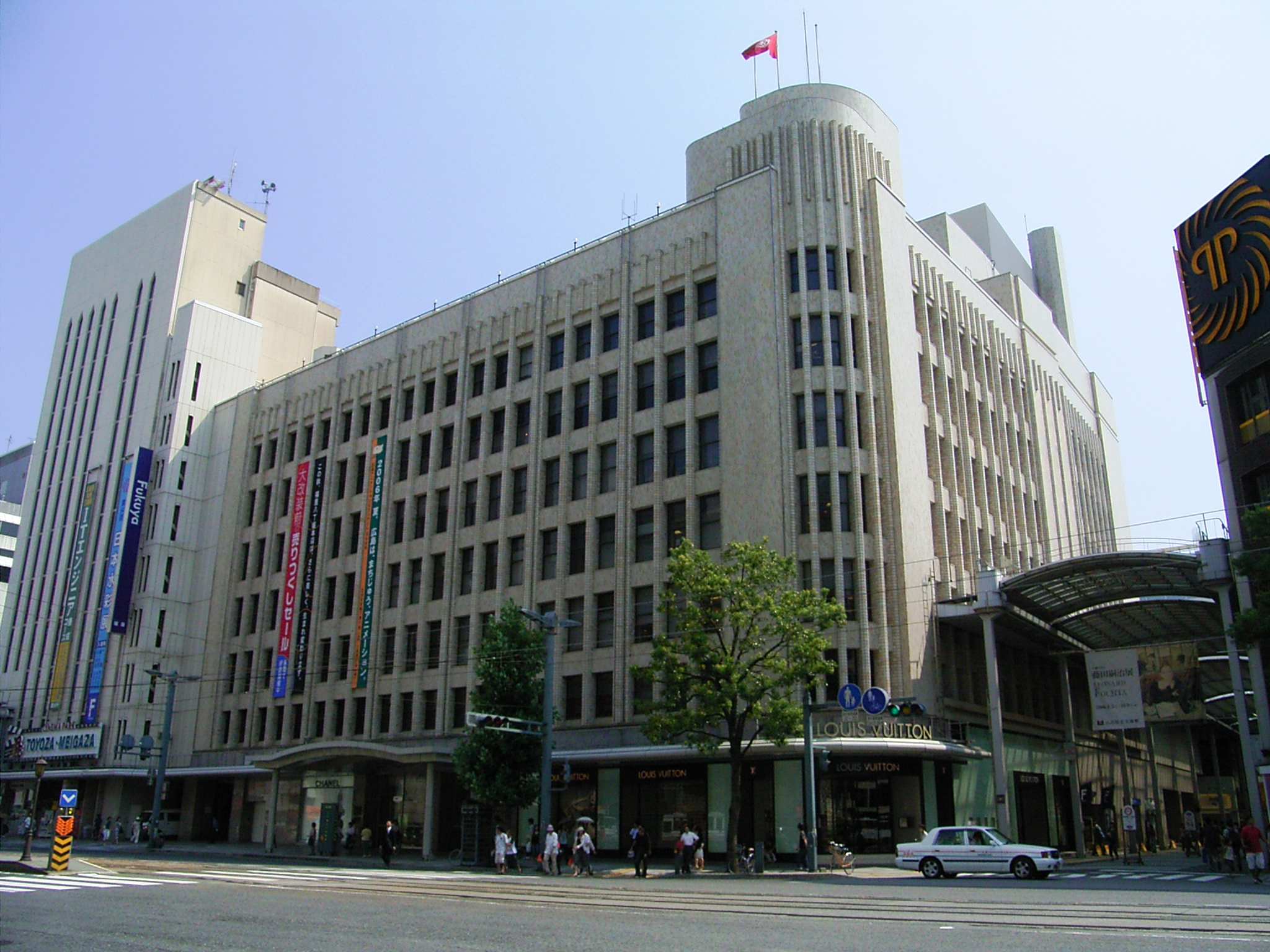
福屋本店
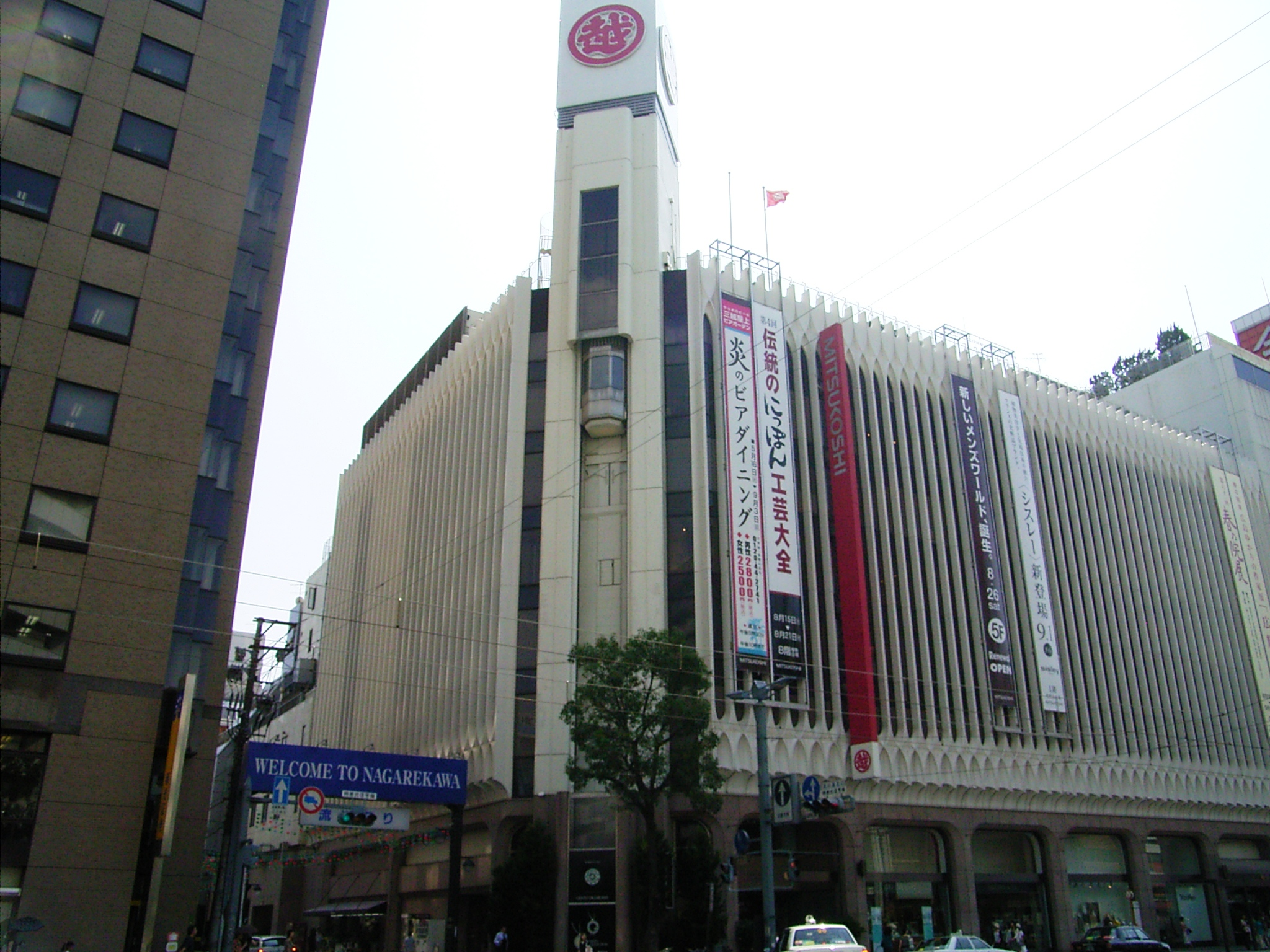
三越広島店
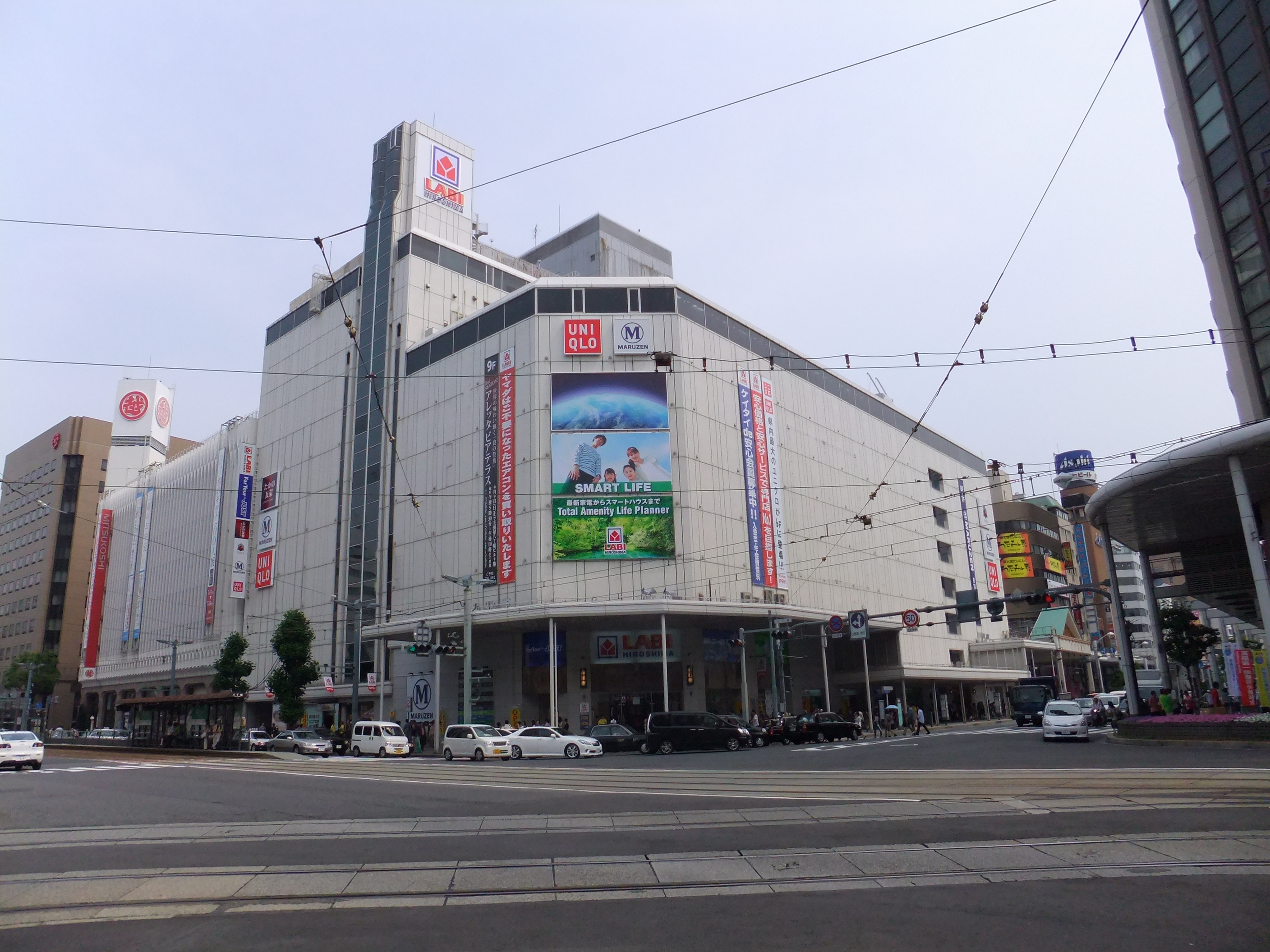
天満屋八丁堀ビル
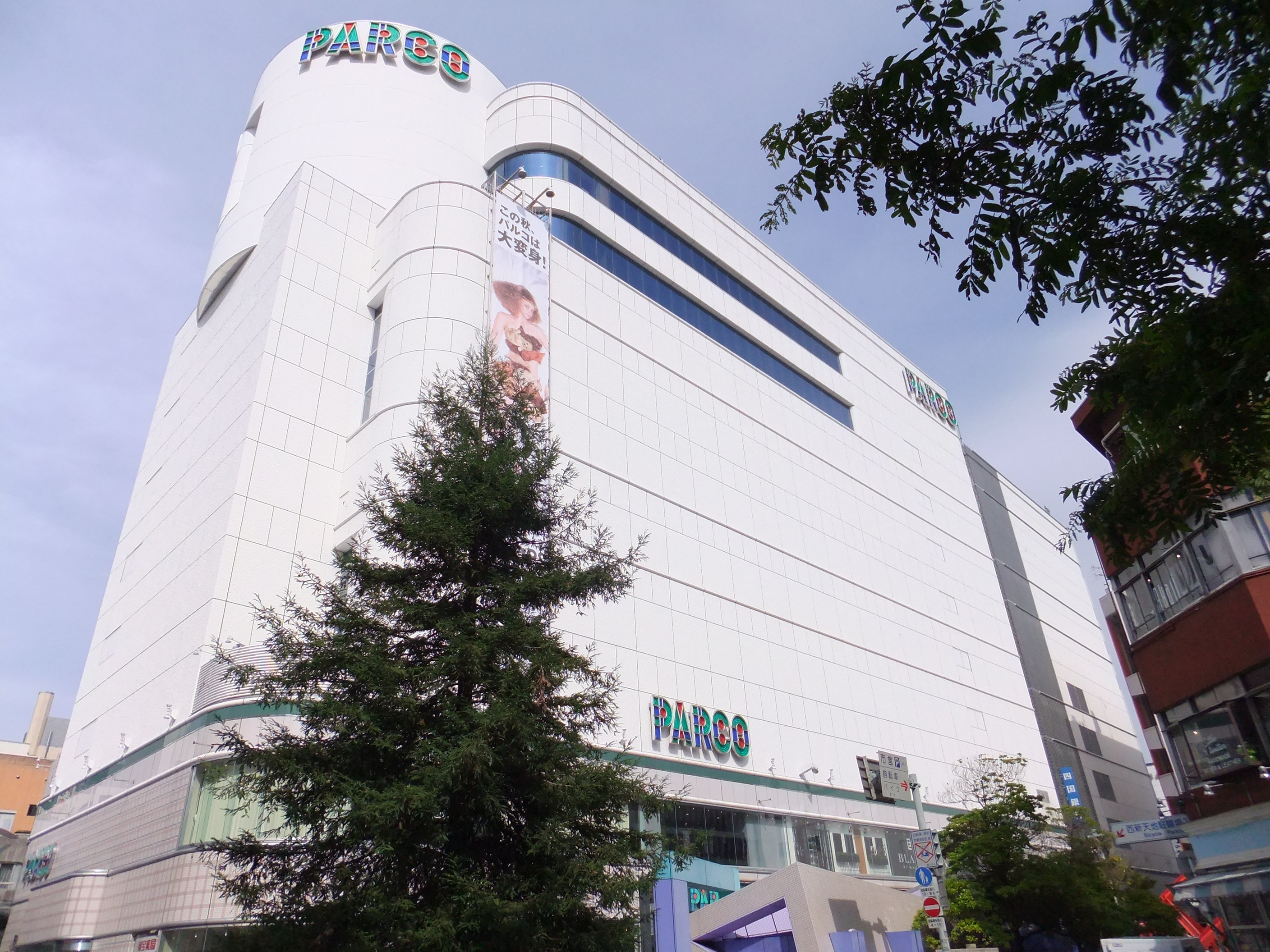
広島パルコ本館
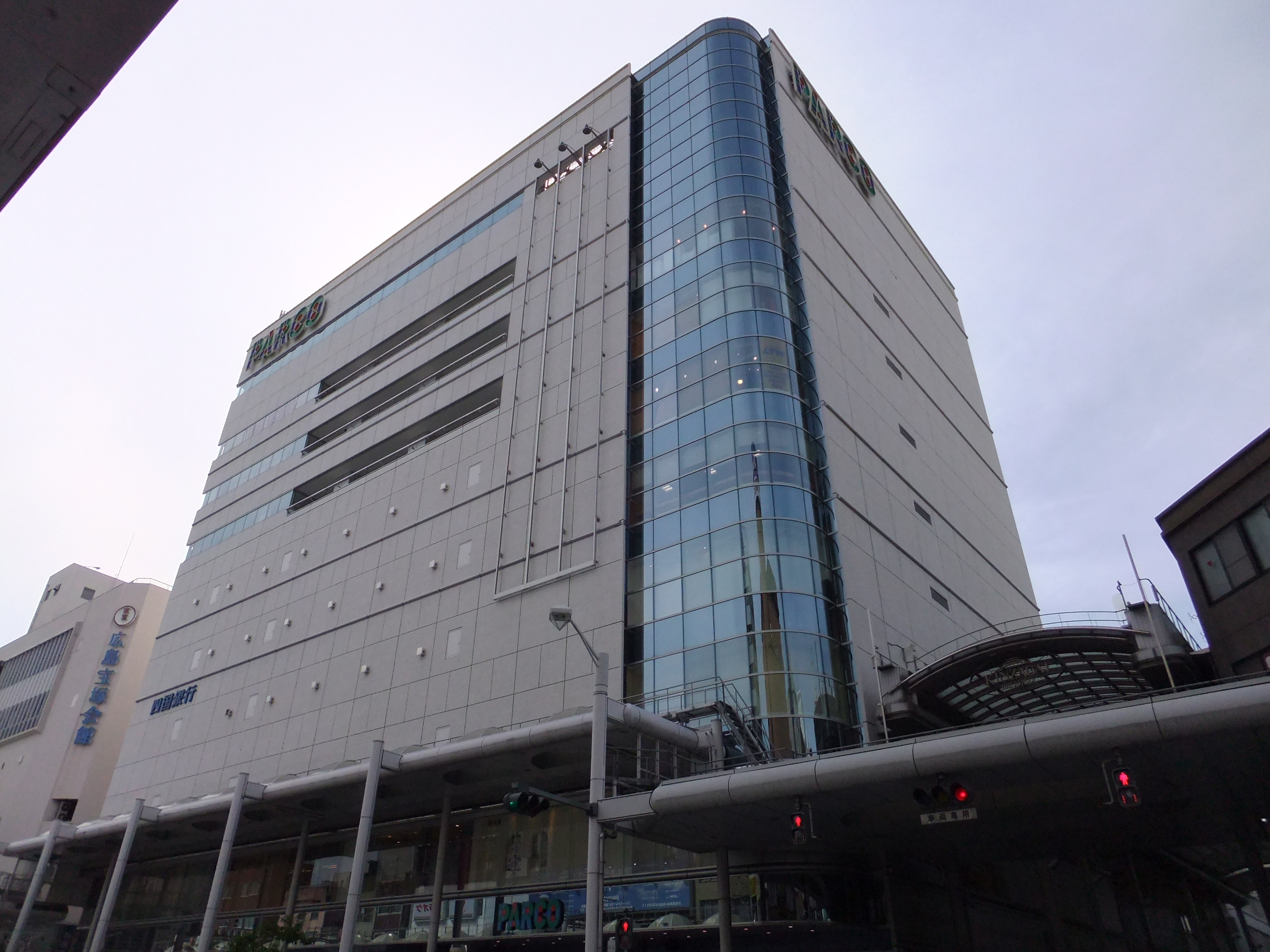
広島パルコ新館
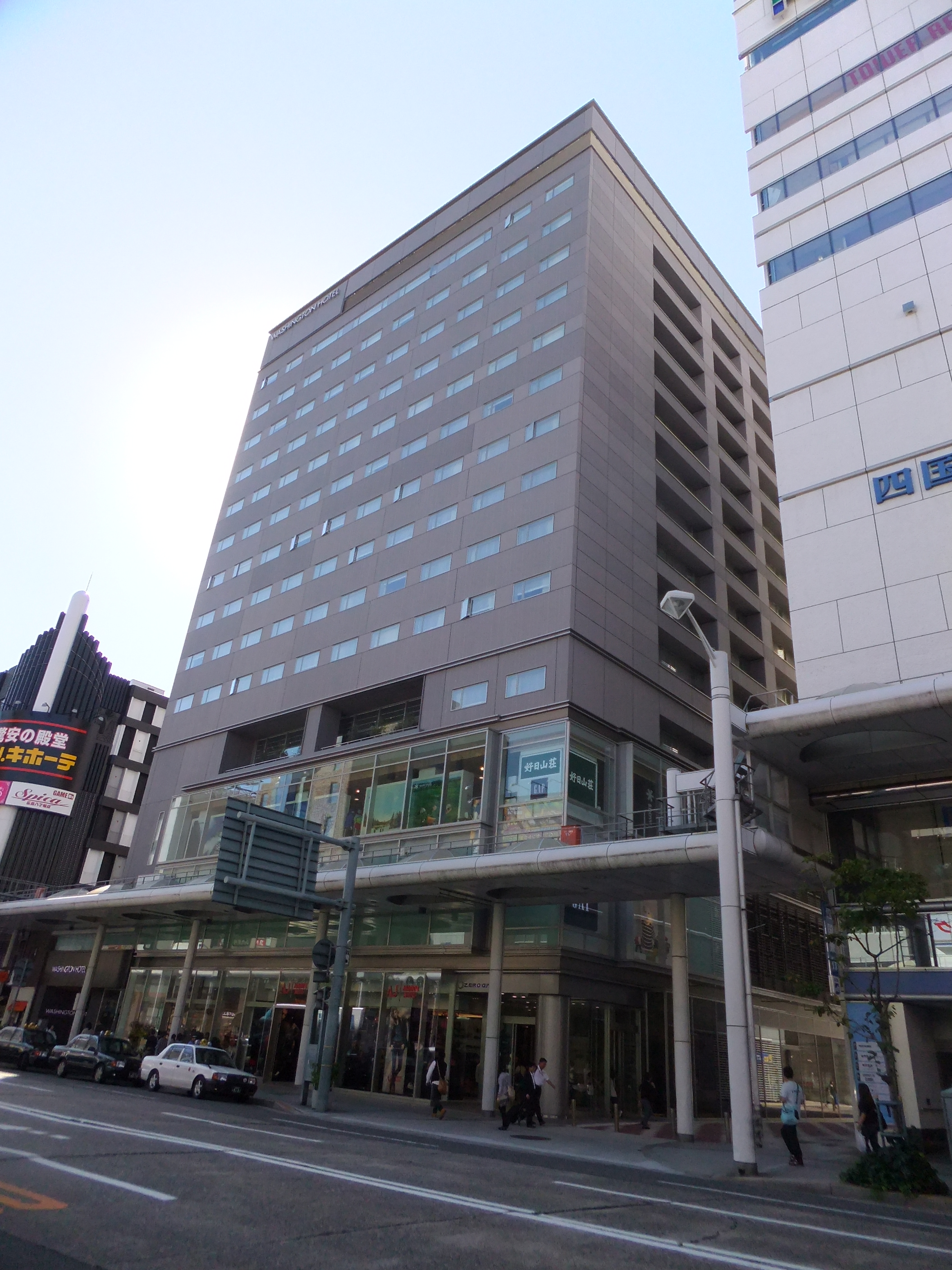
広島ZERO GATE
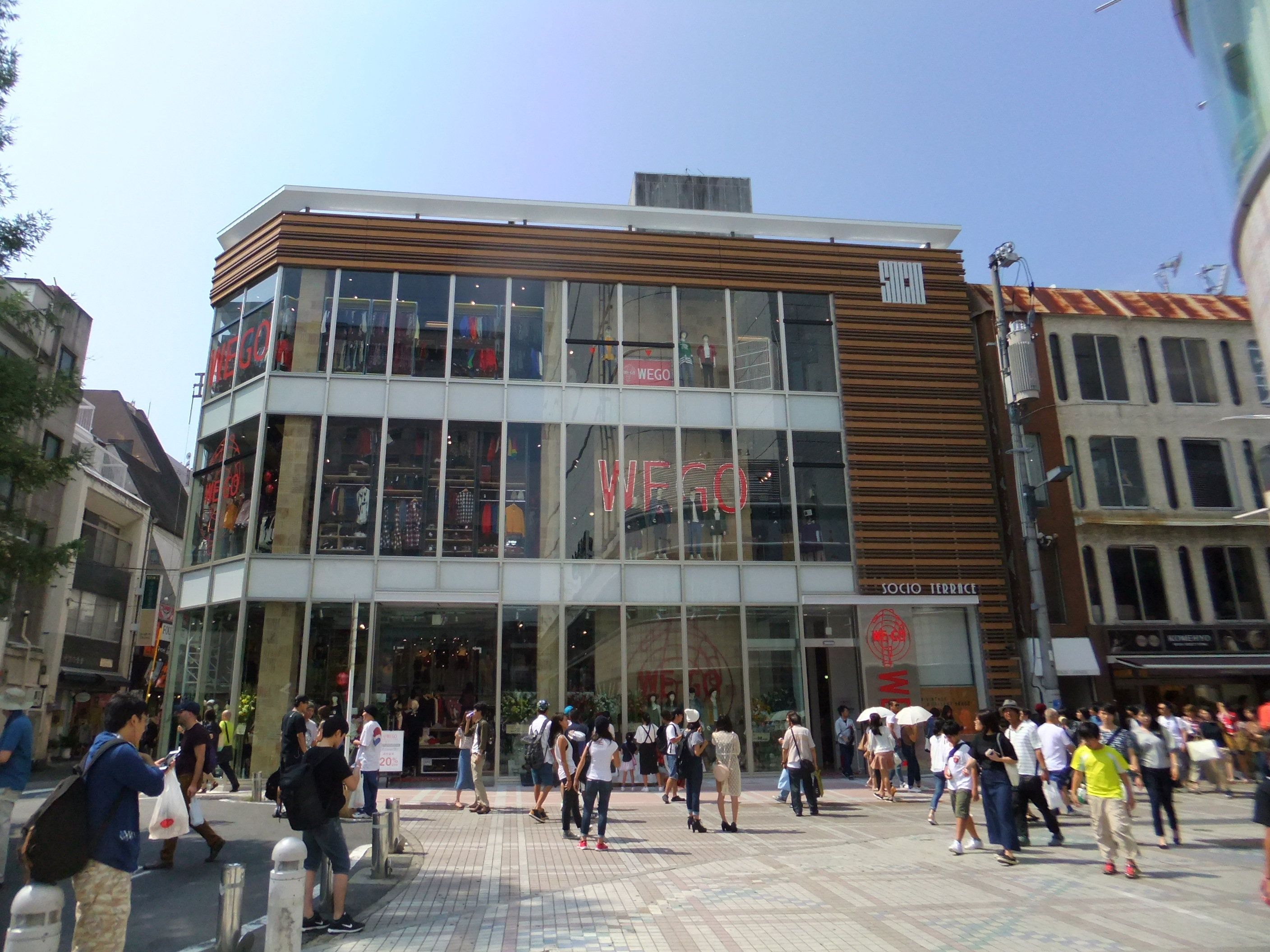
広島ZERO GATE2
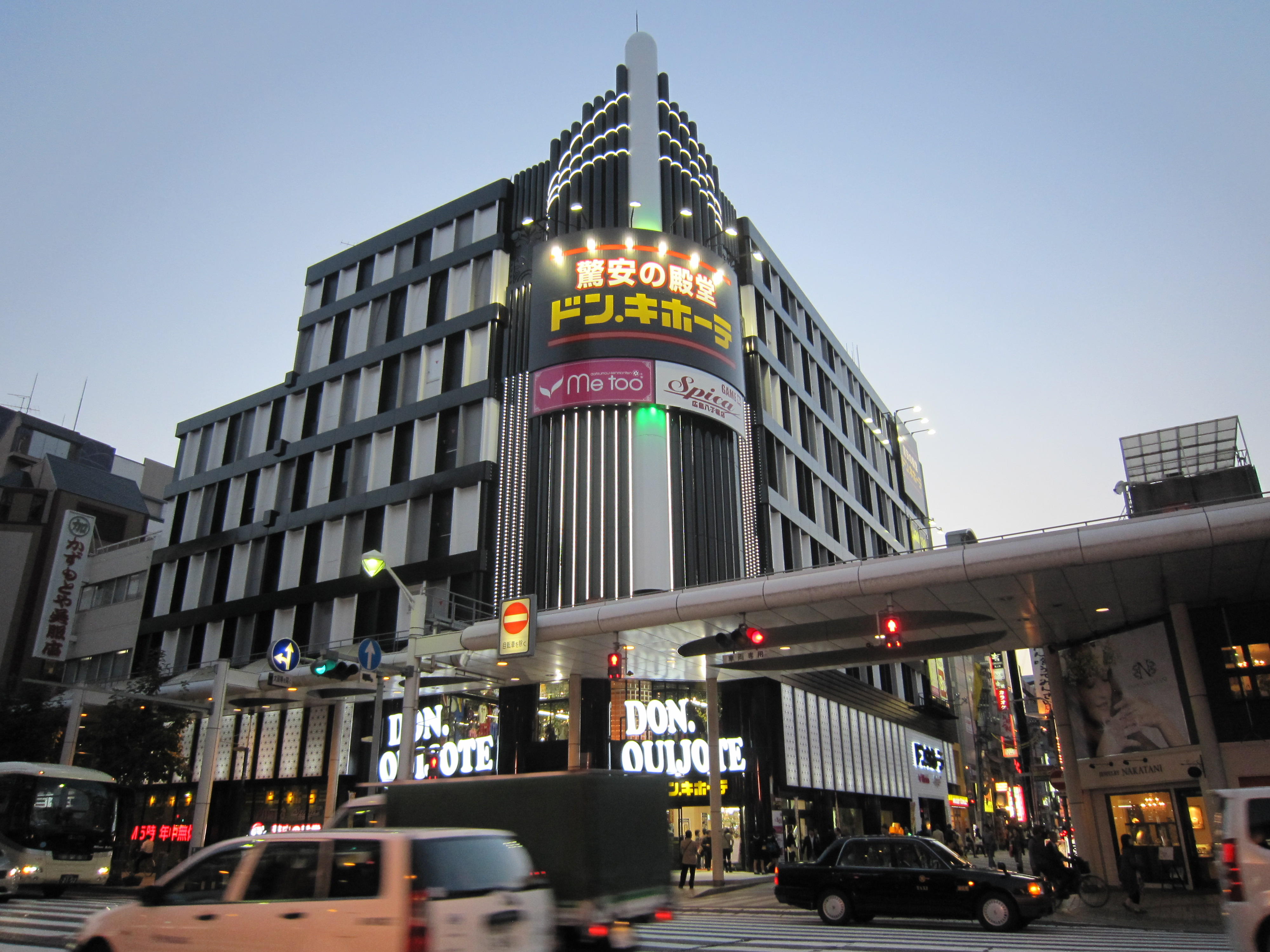
ドン・キホーテ広島八丁堀店

### 商店街
- 広島本通商店街
- 袋町裏通り
- 広島金座街商店街
- えびす通り商店街
- 並木通り
- 広島市中の棚商店街
- 中央通商店街
- 流川通り

### 都市公園
- 広島市中央公園の一部
  - 広島市こども文化科学館・広島市こども図書館
  - 広島市立中央図書館・広島市映像文化ライブラリー
  - 広島県立総合体育館
  - ひろしま美術館

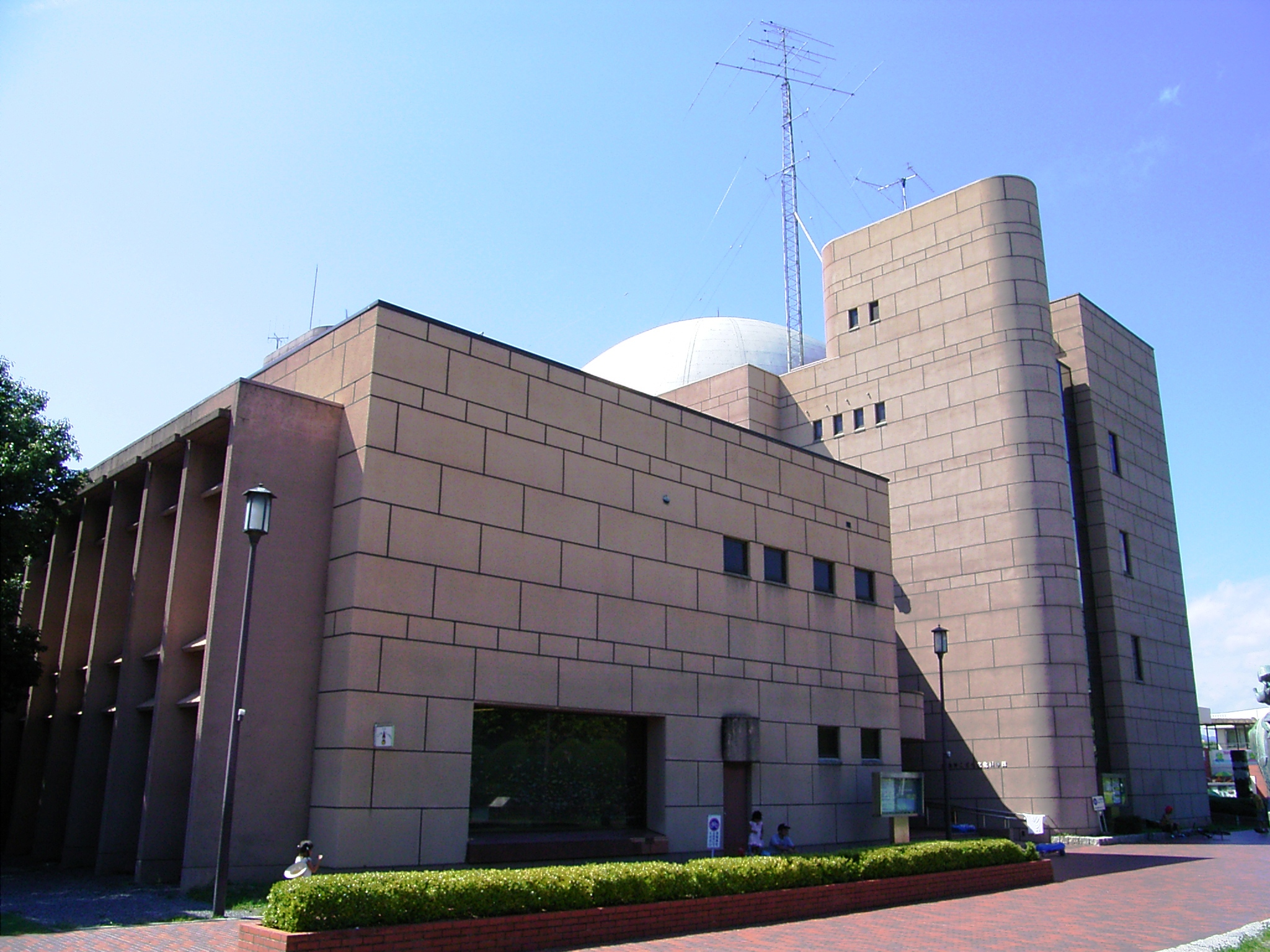
広島市こども文化科学館・広島市こども図書館
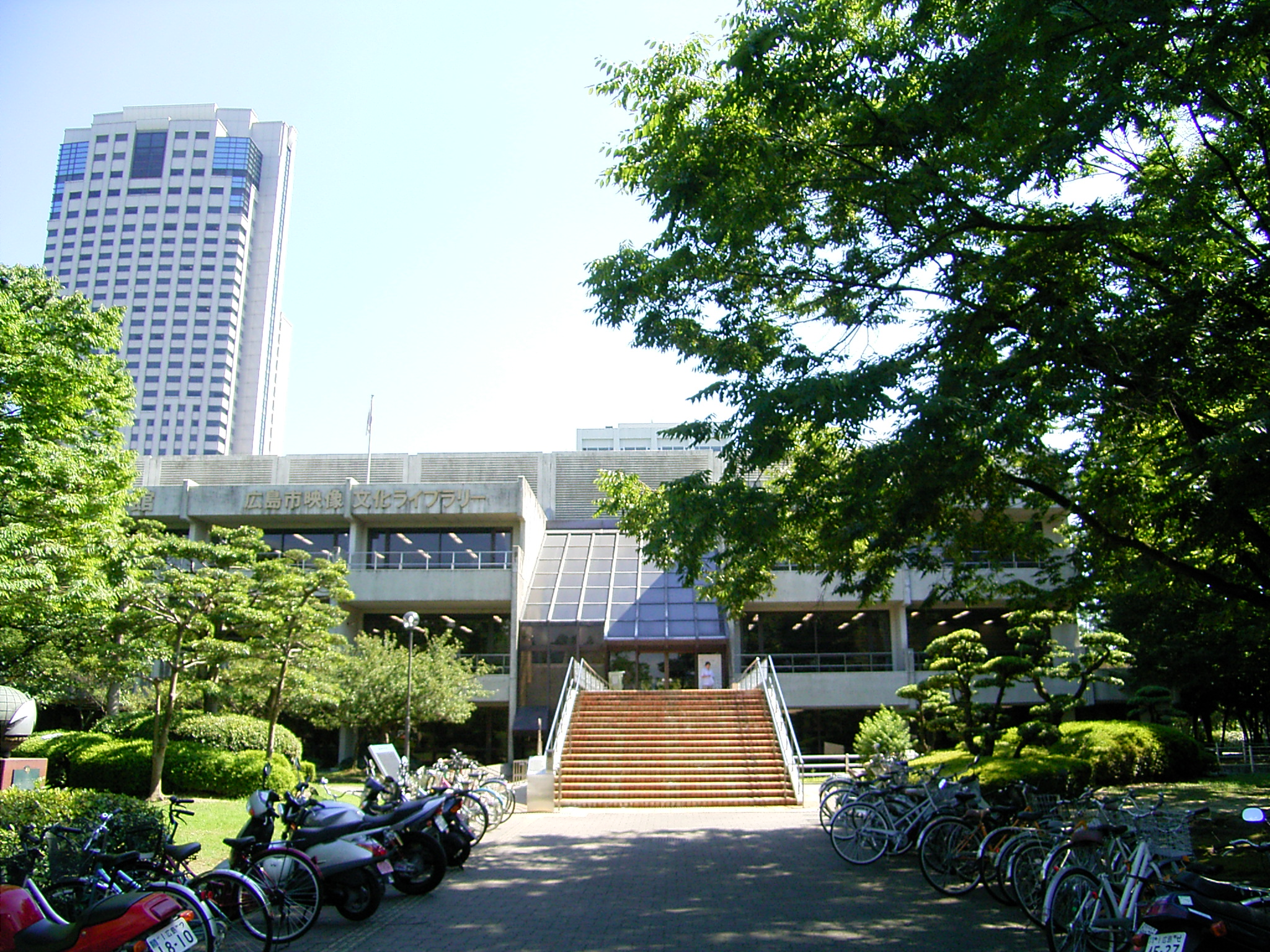
広島市立中央図書館・広島市映像文化ライブラリー
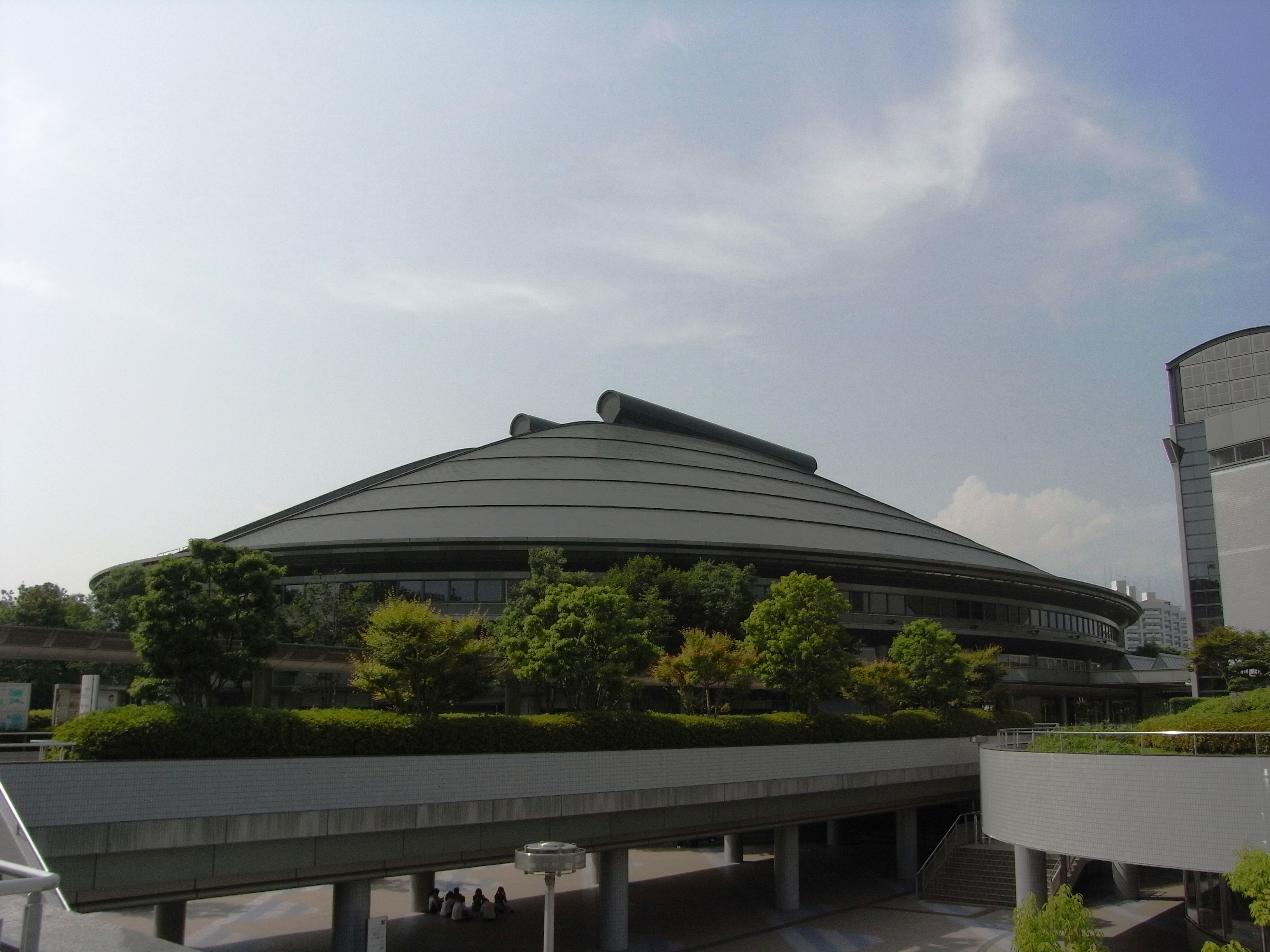
広島県立総合体育館
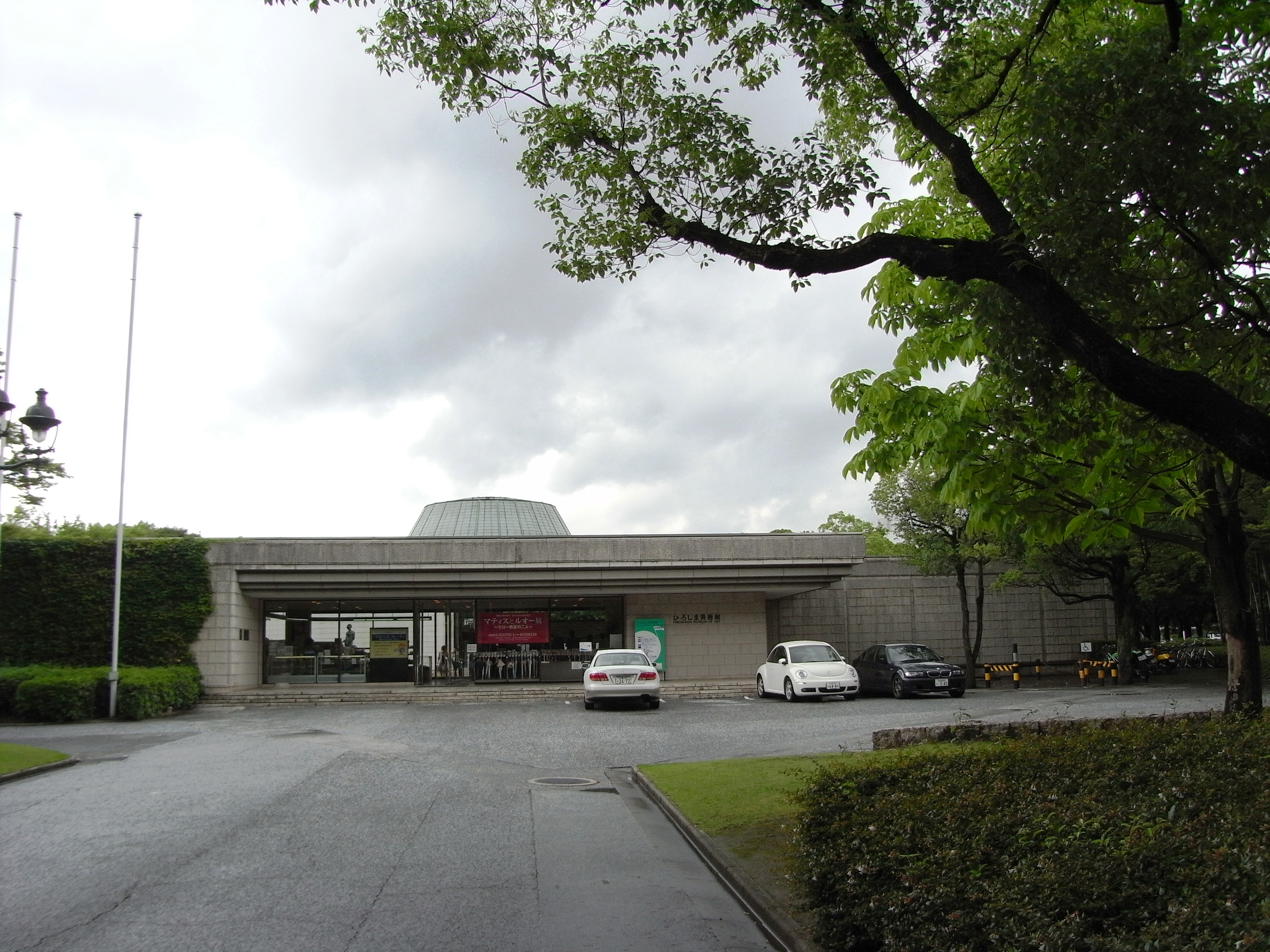
ひろしま美術館

- 広島平和記念公園
  - 広島平和記念資料館
  - 広島国際会議場
  - 国立広島原爆死没者追悼平和祈念館

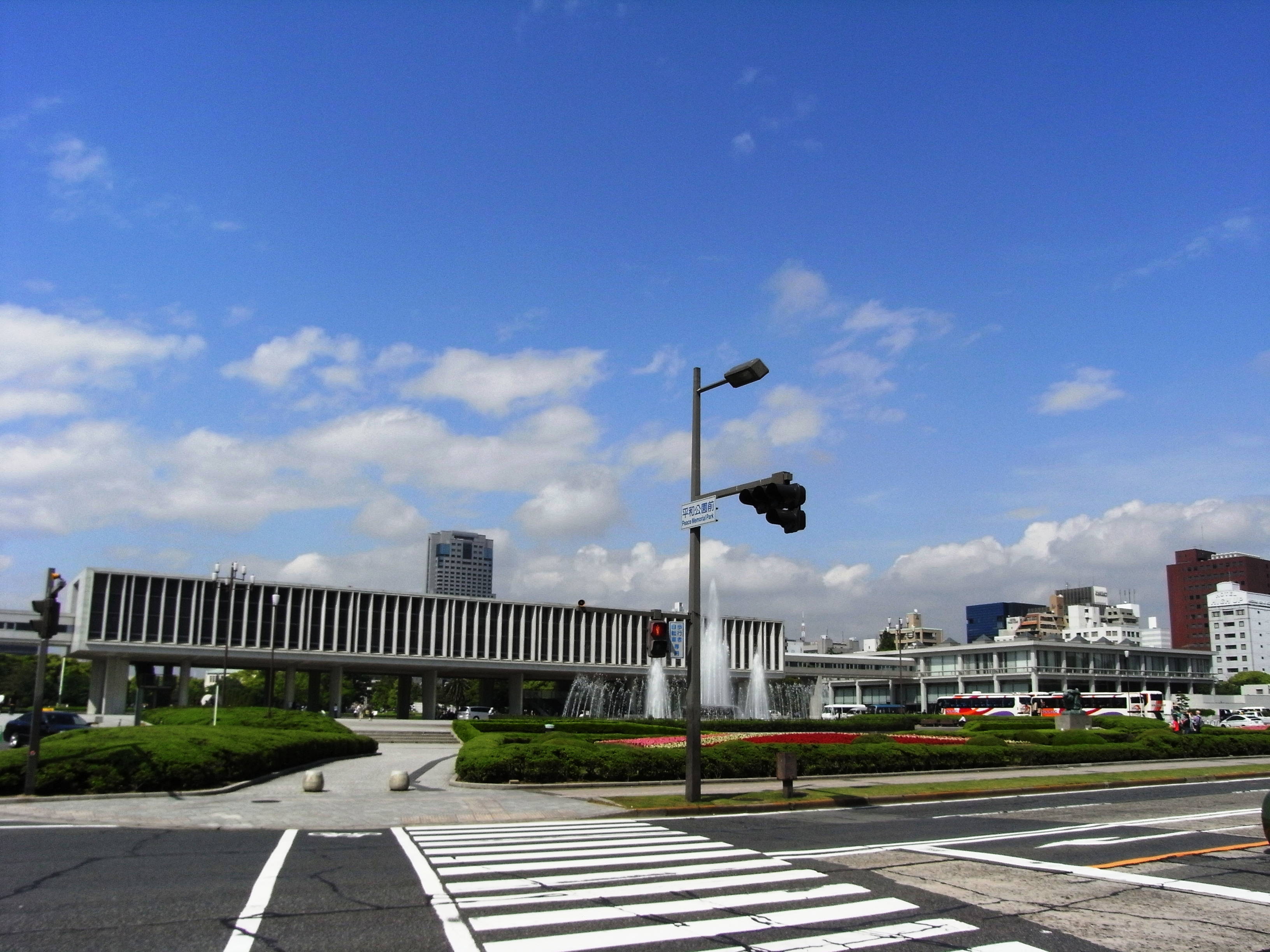
広島平和記念資料館
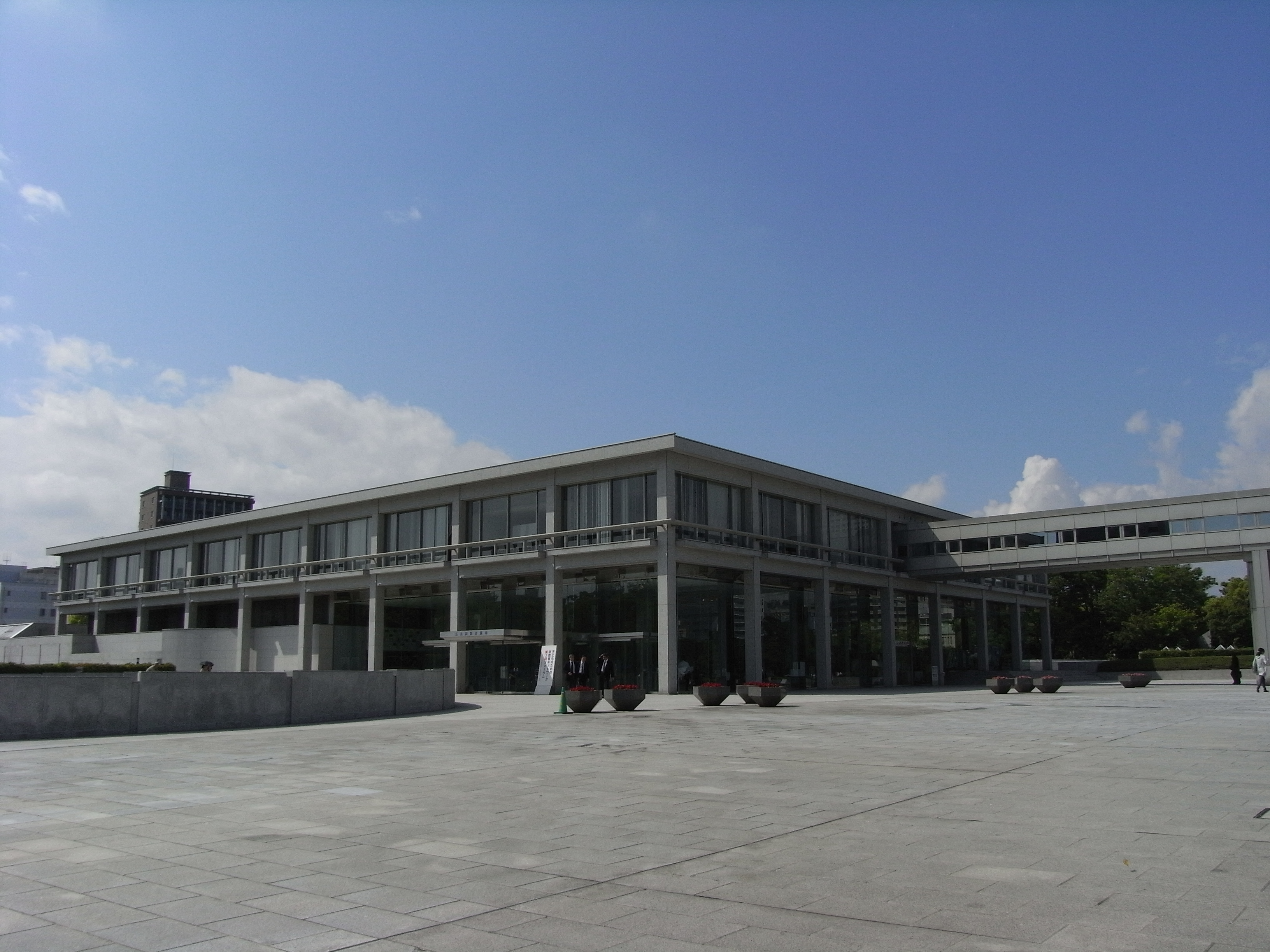
広島国際会議場
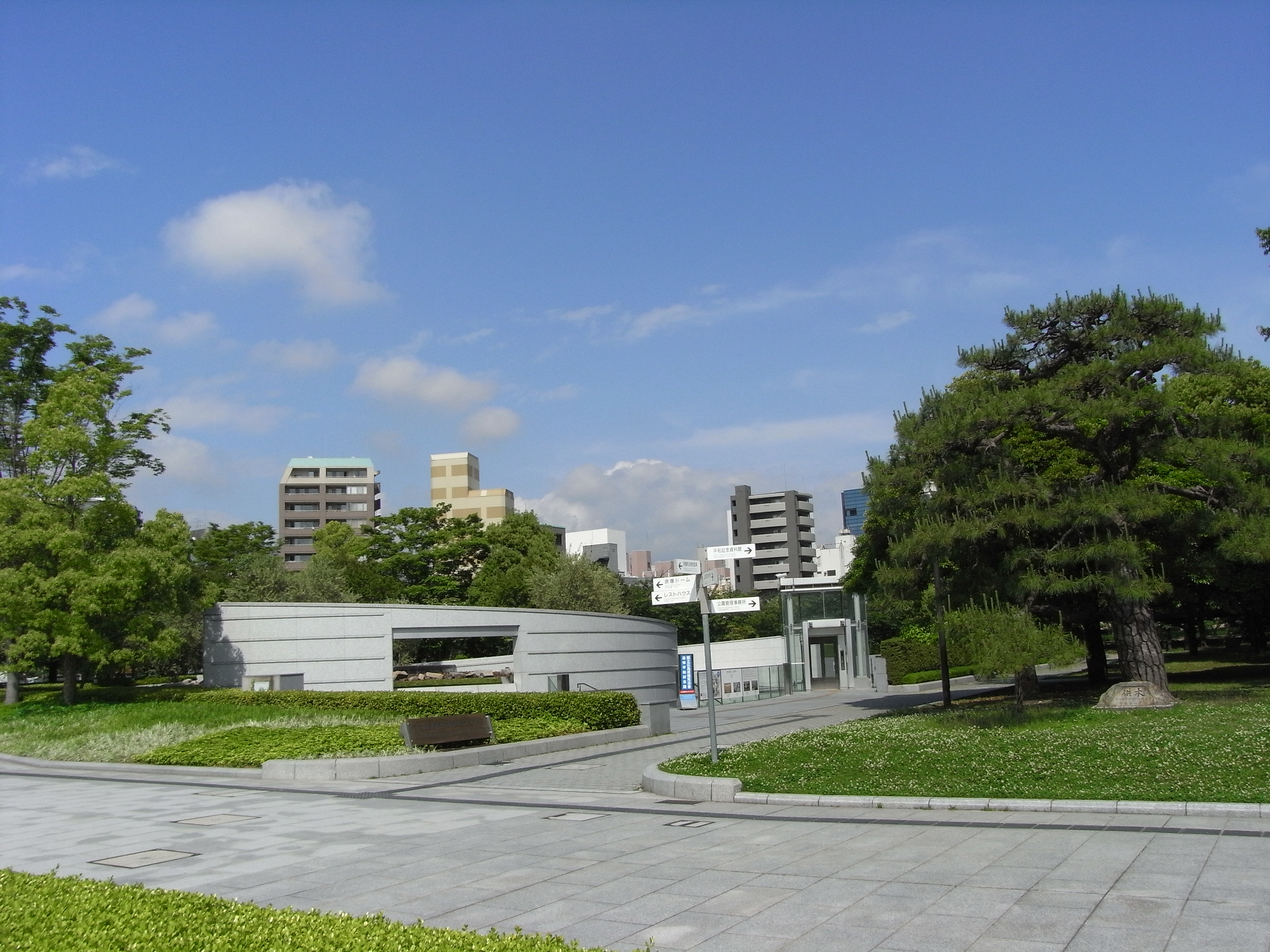
国立広島原爆死没者追悼平和祈念館

### かつて存在した施設
- 広島宝塚会館 - 映画館。施設老朽化のため2011年8月で閉館。跡地には再開発ビルが建設され、広島ワシントンホテルと広島パルコが入居する予定[5]。
- ダイエー広島店
- ユニード広島店
- 積善館（書店） - 法人営業は継続している
- ベスト電器 - そごう広島店新館9階に出店していた。
- 初代 広島市民球場
- 天満屋八丁堀店

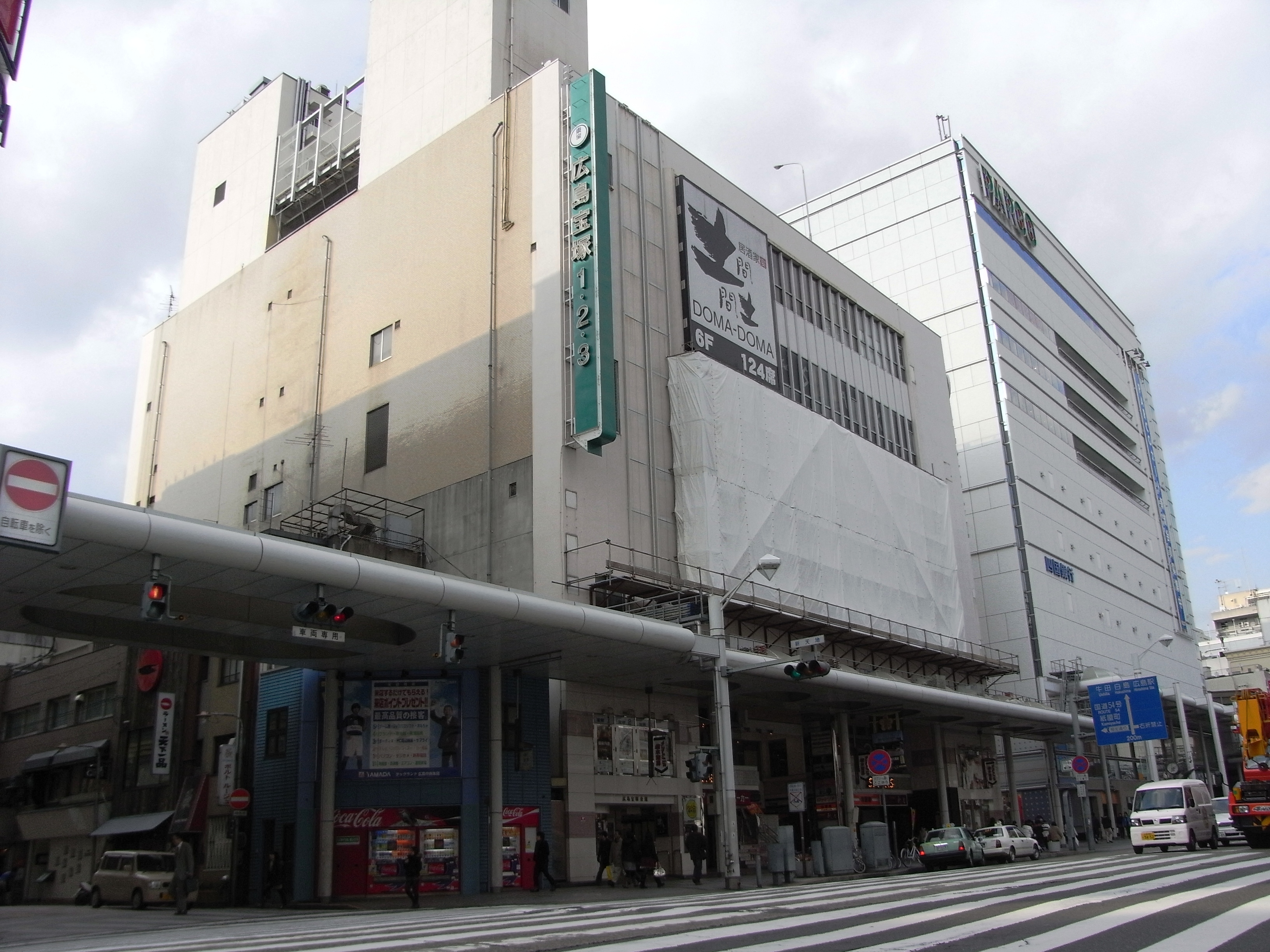
広島宝塚会館
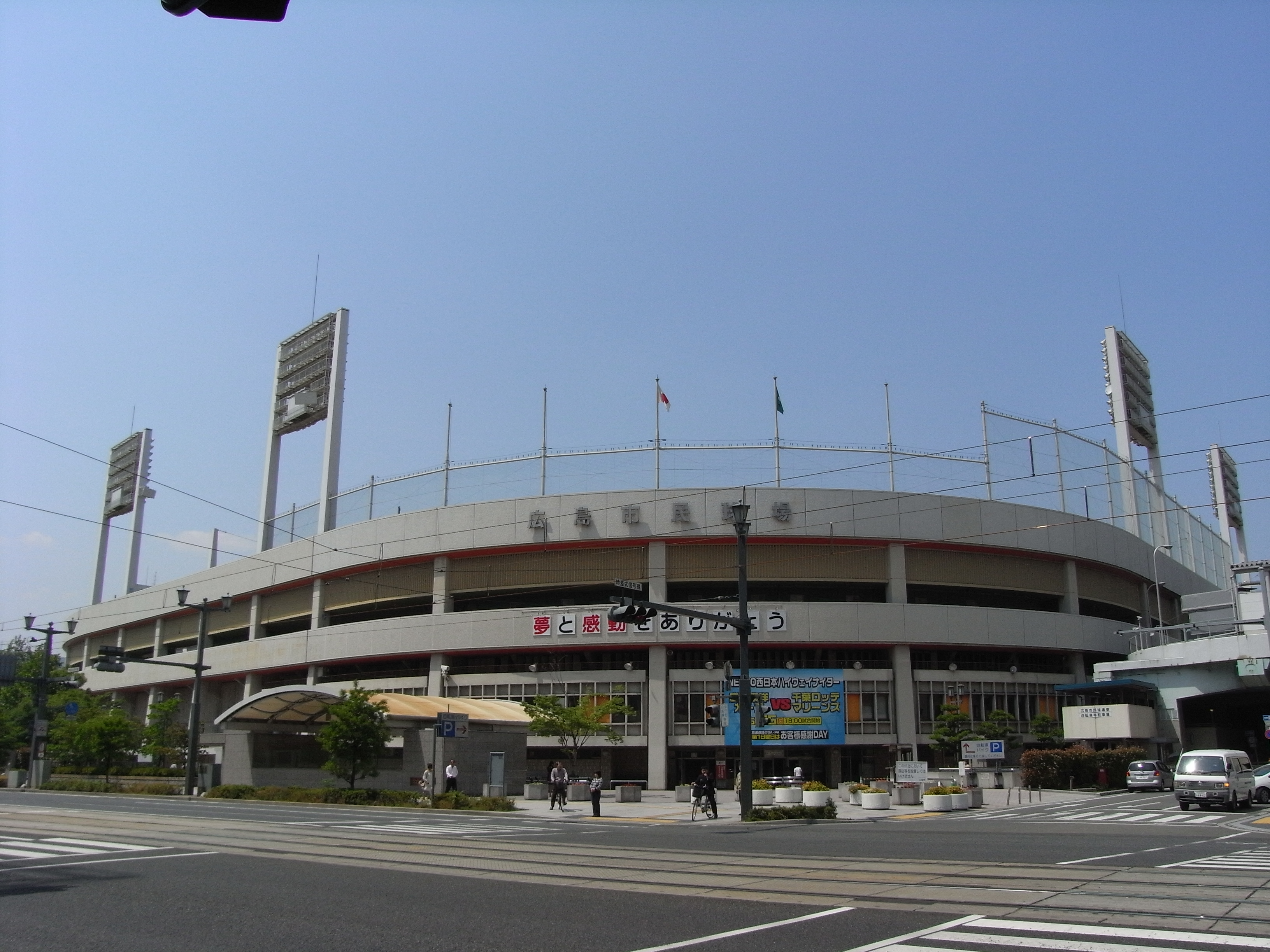
初代 広島市民球場

## 交通
旧国道2号である相生通り（国道183号・県道広島海田線）には広島電鉄の路面電車が通行し、広島駅や市内各地とを結んでいる。また広島高速交通広島新交通1号線（アストラムライン）が紙屋町交差点を南北に通過する鯉城通り（国道54号）の地下を走行し、相生通りと鯉城通りの交差する紙屋町交差点北西角には郊外バスや高速バスの停車する広島バスセンターが立地するなど、紙屋町エリアは交通の要衝としての機能も持つ。

### 鉄道
- 広島電鉄（路面電車）
  - 本線：（広島駅方面） - 銀山町電停 - 胡町電停 - 八丁堀電停 - 立町電停 - 紙屋町東電停 - 紙屋町西電停 - 原爆ドーム前電停 - （広電西広島（己斐）・広電宮島口方面 / 横川駅方面 / 江波方面）
    - 2号線：広島駅 - 八丁堀 - 紙屋町 - 十日市町 - 広電西広島（己斐） - 広電宮島口
    - 6号線：広島駅 - 八丁堀 - 紙屋町 - 十日市町 - 江波
    - 1号線：広島駅 - 八丁堀 - 紙屋町東 - 本通 - 広電本社前 - 広島港（宇品）
    - 3号線：広電西広島（己斐） - 十日市町 - 紙屋町西 - 本通 - 広電本社前
    - 7号線：横川駅 - 十日市町 - 紙屋町西 - 本通 - 広電本社前 - 広島港（宇品）

  - 宇品線：紙屋町東電停 / 紙屋町西電停 - 本通電停 - 袋町電停 - （広電本社前・広島港（宇品）方面）
  - 白島線（9号線）：八丁堀電停 - 女学院前電停 - （白島方面）
- 広島高速交通
  - 1号線（アストラムライン）（本通駅 - 広域公園前駅）
    - 本通駅 - 県庁前駅 - 新白島駅・大町駅・広域公園前駅方面

### バス
多くの高速バスや郊外路線バスが広島バスセンターに発着する。広島駅を起点とする市内路線（広電バス、広島バス、広島交通、エイチ・ディー西広島（ボンバス））の多くは紙屋町・八丁堀エリアを経由する。また、新高速バス（旧ツアーバス）のWILLER EXPRESSの一部路線に八丁堀発着便が設定されている。
相生通り・白島通り・中央通り上の15箇所の「八丁堀」バス停、相生通り・鯉城通り上の8箇所の「紙屋町」バス停 を始め、「立町」「原爆ドーム前」「本通り」「天満屋前」等事業者・行き先別に複数のバス停が集中しているため、同地区の各バス停に1から34までの通し番号を付けて一体的に乗客の案内・運行を行っている。
しかし、複数のバス会社(例として広電バスや広島バスなど)が別々に同一名称の「八丁堀」「紙屋町」バス停を設けたり、同一バス会社が系統別に別々の「八丁堀」「紙屋町」バス停を設けたことで、観光客らから分かりにくいと戸惑う声が上がっていることを受け、国土交通省中国運輸局が広島県バス協会などと設立した「広島市内中心部バス停名称検討会」での検討結果に基づいて、バス停番号の併記と共に、「八丁堀」「紙屋町」の各バス停について建物名称を副名称として付し、「八丁堀（東急ハンズ前）」「紙屋町（基町クレド前）」のような名称に改めることとなった。2014年3月より順次施行される。
| 番号 | バス停留所名                | 運行会社                                       | 路線番号:行先 |
| ---- | --------------------------- | ---------------------------------------------- | --- |
| 1    | 八丁堀 （賀茂鶴オアシス前） | 広島交通 広島バス 広電バス 芸陽バス JRバス中国 | 71/72/73:広島駅 29:小河原車庫 40/42:熊野方面 32:高陽台、高陽車庫、深川台、大林車庫、桐陽台方面 高速バス（かぐや姫号）:竹原方面 40:三迫、南幸町、中野東7丁目、一貫田、阿戸、八本松駅、西条駅方面 32:中深川、上深川（研創） めいぷる〜ぷ（オレンジルート）:広島駅新幹線口 |
| 2    | 八丁堀                      | 広島バス                                       | 27:戸坂東浄団地 |
| 3    | 八丁堀                      | 広電バス                                       | 2:府中、温品方面 4:向洋新町、仁保車庫 |
| 4    | 八丁堀 （白島通り）         | 広島バス 広電バス 広島交通                     | 302まちのわループ（右回り） 26:広島駅 12:東浄小学校 |
| 5    | 八丁堀 （福屋別館前）       | 広島バス 広電バス                              | 102エキまちループ（右回り） 21:洋光台団地 22/24/25:広島駅 3:広島駅 |
| 6    | 八丁堀 （ハンズ前）         | 広電バス ボン・バス                            | 6:牛田早稲田団地 11:大迫団地、広電己斐団地 14:高須台 17:ジアウトレット広島 |
| 7    | 立町 （あおぞら銀行前）     | 広島交通 広島バス 広電バス                     | 71/72/73:広島駅 23:大学病院 27:戸坂東浄団地 2:府中、温品方面 4:向洋新町、仁保車庫 |
| 8    | 八丁堀 （三越前）           | 広島交通 JRバス中国                            | 72:可部、桐陽台、大林車庫 73:可部、勝木 71:広島文化学園、祇園が丘、広島経済大学、春日野、山本東亜ハイツ、安佐大橋 深夜便:春日野、びしゃもん台、サンハイツ、可部、勝木台、桐陽台、高陽A団地 めいぷる〜ぷ（グリーンルート）:紙屋町方面                                    |
| 9 10 | 八丁堀 （ヤマダ電機前前）   |                                                | 降車専用 |
| 11   | 八丁堀 （ヤマダ電機前）     | 広電バス 広島バス 広島交通                     | 301まちのわループ（左回り） 12:旭町、仁保沖町 26:旭町 23:大学病院方面 |
| 12   | 八丁堀 （モーツァルト前）   | 広島バス 広電バス 広島交通                     | 302まちのわループ（右回り） 26:広島駅 23:横川駅 12:東浄小学校 |
| 13   | 八丁堀 （福屋前）           | 広島バス 広電バス                              | 101エキまちループ（左回り） 21:広島港方面、エディオンピースウイング広島 22:三滝観音 24:吉島病院、吉島営業所 25:井口車庫 3:観音新町三丁目、観音マリーナホップ |
| 14   | 八丁堀 （広島信用金庫前）   | 広島バス 広電バス                              | 23:横川駅 27:紙屋町 2/4:県庁前 |
| 15   | 八丁堀 （りそな銀行前）     | 広電バス                                       | 6:江波三菱 |
| 16   | 立町                        | 広島交通                                       | 72:可部、桐陽台、大林車庫 73:可部、勝木 71:広島文化学園、祇園が丘、広島経済大学、春日野、山本東亜ハイツ、安佐大橋 深夜便:春日野、びしゃもん台、サンハイツ、可部、勝木台、桐陽台、高陽A団地                                                                              |

| 番号 | バス停留所名                            | 運行会社                                         | 路線番号:行先 |
| ---- | --------------------------------------- | ------------------------------------------------ | --- |
| 22   | 紙屋町 （紙屋町東電停前）               | 広島バス 広電バス                                | 102エキまちループ（右回り） 21:洋光台団地 22/24/25:広島駅 3:広島駅 6:牛田早稲田団地 |
| 23   | 紙屋町 （県庁前）                       | 広島バス                                         | 21:洋光台団地 23:大学病院 27:戸坂東浄団地 |
| 24   | 県庁前                                  | 広電バス                                         | 2:府中、温品方面 4:向洋新町、仁保車庫 7:向洋新町、仁保車庫 |
|      | 県庁前 （おりば）                       | 広電バス                                         | 2/4:降車専用 |
| 25   | 紙屋町 （基町クレド前）                 | 広島バス                                         | 21:エディオンピースウイング広島 23:横川駅 |
| 26   | 紙屋町 （メルパルク前）                 | 広島バス                                         | 22/25:広島駅 |
| 27   | 紙屋町 （ひろしまゲートパークプラザ前） | 広電バス 広島交通                                | 70:八丁堀 71/72/73:広島駅 60/64:市役所 |
| 28   | 原爆ドーム前                            | 広島バス                                         | 22/25:広島駅 |
| 29   | 紙屋町 （ヤマハ前）                     | 広島バス                                         | 22:三滝観音 25:井口車庫 |
| 30   | 紙屋町 （紙屋町東電停前）               | 広島バス 広電バス                                | 101エキまちループ（左回り） 21:広島港方面 24:吉島病院、吉島営業所 3:観音新町三丁目、観音マリーナホップ |
| 31   | 本通り                                  | 広島バス 広電バス 芸陽バス JRバス中国            | 101エキまちループ（左回り） 21:広島港方面 24:吉島病院、吉島営業所 25:井口車庫 3:観音新町三丁目、観音マリーナホップ 6:江波三菱 7:向洋新町、仁保車庫 54:美鈴が丘、山田団地、彩が丘、藤の木、五月が岡三丁目 55:植物公園、薬師が丘、四季が丘、藤の木、東観音台、彩が丘、阿品台北 41:熊野、焼山、一貫田方面 クレアライン:呉、阿賀駅前方面                                 |
| 32   | 本通り                                  | 広島バス 広電バス 芸陽バス                       | 102エキまちループ（右回り） 21:洋光台団地 24/25:広島駅 3:広島駅 6:牛田早稲田団地 41:広島バスセンター |
| 33   | 紙屋町 （エディオン西館前）             | 広島バス 広電バス 広島交通 ボン・バス JRバス中国 | 22:三滝観音 25:井口車庫 70:あさひが丘 72:可部、桐陽台、大林車庫 73:可部、勝木 71:広島文化学園、祇園が丘、広島経済大学、春日野、山本東亜ハイツ、安佐大橋 深夜便:春日野、びしゃもん台、サンハイツ、可部、勝木台、桐陽台、高陽A団地 11:大迫団地、広電己斐団地 14:高須台 17:ジアウトレット広島 めいぷる〜ぷ（オレンジルート/グリーンルート/レモンルート）:平和公園前方面 |
| 34   | 原爆ドーム前                            | 広島バス JRバス中国                              | 22:三滝観音 25:井口車庫 めいぷる〜ぷ（オレンジルート/グリーンルート/レモンルート）:平和公園前方面 |

広島バスセンターを発着する主な高速バス
広島空港方面、三次・庄原方面、三段峡方面、呉市方面、竹原方面、世羅・上下方面、びんご府中方面、尾道・因島方面、今治方面、鳥取方面、米子方面、松江方面、出雲方面、大田方面、浜田方面、益田方面
広島バスセンターを発着する主な一般路線バス
29 温品方面、路線番号30番台 高陽方面、40番台 海田・熊野・瀬野方面、50番台 西広島バイパス方面、60番台 西風新都方面、70番台 祇園・古市方面

## 出身人物
- 鈴木三重吉 - 小説家・童話作家。旧猿楽町（現・紙屋町2丁目）の出身。夏目漱石に学び、のちに童話雑誌『赤い鳥』を創刊。生家跡は現在エディオン広島本店本館となっており、同店舗外壁に「生誕の地」の碑が設置されている。